# Liga Nacional de Básquet 2009-10
La temporada 2009-10 de la Liga Nacional de Básquet de la Argentina fue la vigésimo sexta edición de la máxima competencia argentina en dicho deporte. Por motivos de patrocinio Liga Nacional de Básquet Nativa-Nación y se inició el 7 de octubre de 2009 con el programado partido inaugural de temporada entre el último campeón, Atenas y Quimsa en el Orfeo Superdomo.
Finalizó el 25 de mayo del siguiente año con el quinto partido de la serie final entre Atenas y Peñarol en el Polideportivo Islas Malvinas, en donde se consagraría campeón el equipo local, luego de vencer la serie final 4 a 1, en una reedición de la final de la temporada pasada.
En esta temporada se dio el retorno de Juan "pepe" Sánchez, quien tras estar en el extranjero desde 1996, pasar por la NBA y además ser jugador de selección argentina, volvió al país para formar parte de Obras Sanitarias.

## Equipos participantes
| Pos. | Descendidos en la LNB 2008-09 |
| ---- | ----------------------------- |
| 15.º | Ben Hur                       |
| 16.º | El Nacional Monte Hermoso     |

| Pos. | Ascendidos del TNA 2008-09 |
| ---- | -------------------------- |
| 1.º  | La Unión de Formosa        |
| 2.º  | Unión (Sunchales)          |

| Vende plaza             |
| ----------------------- |
| Independiente (Neuquén) |

| Compra plaza        |
| ------------------- |
| Central Entrerriano |

| Región                    | Cantidad |
| ------------------------- | -------- |
| Provincia de Buenos Aires | 4        |
| Santa Fe                  | 3        |
| Ciudad de Buenos Aires    | 2        |
| Santiago del Estero       | 2        |
| Entre Ríos                | 2        |
| Chubut                    | 1        |
| Córdoba                   | 1        |
| Corrientes                | 1        |

| Club                     | Ciudad                 | Entrenador           | Estadio                                      |
| ------------------------ | ---------------------- | -------------------- | -------------------------------------------- |
| Atenas                   | Córdoba                | Rubén Magnano        | Polideportivo Carlos Cerutti Orfeo Superdomo |
| Bahía Blanca Estudiantes | Bahía Blanca           | Marcelo Richotti     | Osvaldo Casanova                             |
| Boca Juniors             | Ciudad de Buenos Aires | Pablo D'Angelo       | Microestadio Luis Conde                      |
| Central Entrerriano      | Gualeguaychú           | Eduardo Cádillac     | José María Bértora                           |
| Ciclista Olímpico        | La Banda               | Gonzalo García       | Vicente Rosales                              |
| Gimnasia y Esgrima       | Comodoro Rivadavia     | Nicolás Casalánguida | Estadio Socios Fundadores                    |
| La Unión de Formosa      | Formosa                | Gabriel Piccato      | Cincuentenario                               |
| Lanús                    | Lanús                  | Silvio Santander     | Microestadio Antonio Rotili                  |
| Libertad                 | Sunchales              | Juan Parola          | El Hogar de los Tigres                       |
| Obras Sanitarias         | Ciudad de Buenos Aires | Carlos Duró          | Obras Sanitarias                             |
| Peñarol                  | Mar del Plata          | Sergio Hernández     | Polideportivo Islas Malvinas                 |
| Quilmes                  | Mar del Plata          | Esteban De La Fuente | Once Unidos                                  |
| Quimsa                   | Santiago del Estero    | Carlos Romano        | Estadio Ciudad                               |
| Regatas Corrientes       | Corrientes             | Fabio Demti          | José Jorge Contte                            |
| Sionista                 | Paraná                 | Sebastián Svetliza   | Estadio Moisés Flesler                       |
| Unión                    | Sunchales              | Osvaldo Arduh        | Coliseo del Sur                              |

### Cambios de entrenadores
| Club                | Entrenador saliente     | Fecha del cese  | Reemplazado por        |
| ------------------- | ----------------------- | --------------- | ---------------------- |
| Ciclista Olímpico   | Gonzalo García          | 25 de noviembre | Ricardo De Cecco (int) |
| Ciclista Olímpico   | Ricardo De Cecco (int)  | 26 de noviembre | Fernando Duró          |
| Atenas              | Rubén Magnano           | 19 de diciembre | Oscar Sánchez          |
| Libertad            | Juan Carlos Parola      | 22 de diciembre | Javier Bianchelli(int) |
| Libertad            | Javier Bianchelli (int) | 11 de enero     | Daniel Rodríguez       |
| Central Entrerriano | Eduardo Cádillac        | 26 de enero     | Diego Vadell           |
| Unión (S)           | Osvaldo Arduh           | 15 de febrero   | Alejandro Álvarez      |

## Formato de competencia
Serie regular
Se juega una primera fase en donde se separan los equipos por conveniencia geográfica en dos zonas (norte y sur) y se enfrentan en partidos ida y vuelta los equipos dentro de cada zona. Por cada partido ganado los equipos sumarán 2 puntos, mientras que en caso de derrota, sumarán 1. Los primeros tres de cada grupo, el mejor cuarto y un equipo "invitado" clasifican al Torneo Súper 8 2009.
En la segunda fase se enfrentan todos contra todos arrastrando la mitad de los puntos de la primera fase. Al igual que en la primera fase, cada victoria otorgará 2 puntos y cada derrota 1. Los primeros cuatro de la tabla se clasifican directamente a los cuartos de final, mientras que los que se posicionaron del puesto quinto al décimo segundo juegan la reclasificación. Los cuatro últimos disputan la permanencia.
En el caso de empates en puntos en cualquier fase (primera o segunda), el reglamento estipula:
1. Si dos equipos empatan en puntos, se tendrán en cuenta los partidos entre los involucrados obteniendo la mejor clasificación el que posea la mayor diferencia de puntos (puntos a favor menos puntos en contra) en los partidos, de persistir, se determinará por el cociente entre los puntos a favor sobre los puntos en contra.
2. De persistir aún el empate, se realizará un cociente entre los puntos a favor sobre los puntos en contra considerando toda la fase en cuestión disputada.
3. Si aún persiste, se tendrá en cuenta también la primera fase (si el empate es en la segunda) y si no, sorteo.

Descenso
Los últimos cuatro se emparejan tal que el 13.º juega con el 16.º y el 14.º con el 15.º para determinar los descensos y la permanencia. Las series son al mejor de cinco y tienen ventaja de localía los dos mejores posicionados, es decir 13.º y 14.º.
Playoffs
Los Play Off por el campeonato se juegan al mejor de 5 partidos (gana el primero que llegue a 3 victorias) con el formato 2-2-1, en la reclasificación, los cuartos de final y la semifinal. La final se juega al mejor de 7 partidos (gana el primero que llegue a 4 partidos ganados) con el formato 2-2-1-1-1.

## Primera fase

### Zona norte
| Equipo                | PJ | PG | PP | Pts |
| --------------------- | -- | -- | -- | --- |
| Atenas                | 14 | 9  | 5  | 23  |
| Quimsa                | 14 | 9  | 5  | 23  |
| Sionista              | 14 | 9  | 5  | 23  |
| Libertad 1            | 14 | 7  | 7  | 21  |
| La Unión de Formosa 1 | 14 | 7  | 7  | 21  |
| Unión (Sunchales) 2   | 14 | 6  | 8  | 18  |
| Regatas Corrientes 3  | 14 | 8  | 6  | 18  |
| Ciclista Olímpico 4   | 14 | 1  | 13 | 14  |

|  |                                                 |
|  | Clasificados al Súper 8 por tener mejor récord. |

1: Libertad supera a La Unión de Formosa ya que la suma de los enfrentamientos entre ambos (fechas 3 y 14) lo favorecen.

2: Unión de Sunchales sufrió la deducción de dos (2) puntos por la agresión de un espectador hacia un árbitro.

3: Regatas Corrientes sufrió la deducción de cuatro (4) puntos.

4: Ciclista Olímpico sufrió la deducción de un (1) punto por agresión a un árbitro.
| Atenas              | 69 - 63 | Libertad  | Orfeo Superdomo   | 9 de octubre |
| Regatas Corrientes  | 74 - 72 | Sionista  | José Jorge Contte | 9 de octubre |
| Ciclista Olímpico   | 68 - 76 | Quimsa    | Vicente Rosales   | 9 de octubre |
| La Unión de Formosa | 85 - 88 | Unión (S) | Cincuentenario    | 9 de octubre |

| Atenas              | 83 - 61 | Quimsa    | Orfeo Superdomo   | 7 de octubre  |
| Regatas Corrientes  | 70 - 69 | Unión (S) | José Jorge Contte | 11 de octubre |
| La Unión de Formosa | 79 - 70 | Sionista  | Cincuentenario    | 11 de octubre |
| Ciclista Olímpico   | 91 - 95 | Libertad  | Vicente Rosales   | 11 de octubre |

| Libertad  | 87 - 66 | Regatas Corrientes  | El Hogar de los Tigres | 16 de octubre |
| Quimsa    | 75 - 74 | La Unión de Formosa | Ciudad                 | 16 de octubre |
| Unión (S) | 74 - 61 | Ciclista Olímpico   | Coliseo del Sur        | 16 de octubre |
| Sionista  | 71 - 64 | Atenas              | Moisés Flesler         | 27 de octubre |

| Libertad  | 76 - 71 | La Unión de Formosa | El Hogar de los Tigres | 18 de octubre   |
| Unión (S) | 71 - 66 | Atenas              | Coliseo del Sur        | 18 de octubre   |
| Quimsa    | 71 - 91 | Regatas Corrientes  | Ciudad                 | 18 de octubre   |
| Sionista  | 82 - 73 | Ciclista Olímpico   | Moisés Flesler         | 11 de noviembre |

| Quimsa              | 75 - 62 | Unión (S)         | Ciudad                 | 23 de octubre  |
| Regatas Corrientes  | 53 - 57 | Atenas            | José Jorge Contte      | 23 de octubre  |
| La Unión de Formosa | 79 - 63 | Ciclista Olímpico | Cincuentenario         | 23 de octubre  |
| Libertad            | 99 - 78 | Sionista          | El Hogar de los Tigres | 3 de noviembre |

| Quimsa              | 86 - 89 | Sionista          | Ciudad                 | 21 de octubre |
| La Unión de Formosa | 67 - 69 | Atenas            | Cincuentenario         | 25 de octubre |
| Regatas Corrientes  | 88 - 60 | Ciclista Olímpico | José Jorge Contte      | 25 de octubre |
| Libertad            | 87 - 85 | Unión (S)         | El Hogar de los Tigres | 28 de octubre |

| Atenas            | 79 - 58 | Regatas Corrientes  | Carlos Cerutti  | 30 de octubre  |
| Sionista          | 84 - 73 | Libertad            | Moisés Flesler  | 30 de octubre  |
| Ciclista Olímpico | 65 - 76 | La Unión de Formosa | Vicente Rosales | 30 de octubre  |
| Unión (S)         | 68 - 70 | Quimsa              | Coliseo del Sur | 3 de noviembre |

| Atenas            | 83 - 85 | La Unión de Formosa | Carlos Cerutti  | 1 de noviembre |
| Unión (S)         | 87 - 81 | Libertad            | Coliseo del Sur | 1 de noviembre |
| Ciclista Olímpico | 73 - 78 | Regatas Corrientes  | Vicente Rosales | 1 de noviembre |
| Sionista          | 81 - 87 | Quimsa              | Moisés Flesler  | 1 de noviembre |

| Sionista           | 75 - 70 | Unión (S)           | Moisés Flesler         | 6 de noviembre |
| Atenas             | 95 - 65 | Ciclista Olímpico   | Carlos Cerutti         | 6 de noviembre |
| Regatas Corrientes | 72 - 51 | La Unión de Formosa | José Jorge Contte      | 6 de noviembre |
| Libertad           | 62 - 70 | Quimsa              | El Hogar de los Tigres | 6 de noviembre |

| Ciclista Olímpico   | 80 - 72 | Atenas             | Vicente Rosales | 4 de noviembre |
| Unión (S)           | 81 - 84 | Sionista           | Coliseo del Sur | 8 de noviembre |
| La Unión de Formosa | 74 - 76 | Regatas Corrientes | Cincuentenario  | 8 de noviembre |
| Quimsa              | 70 - 79 | Libertad           | Ciudad          | 8 de noviembre |

| Quimsa    | 83 - 70 | Ciclista Olímpico   | Ciudad                 | 13 de noviembre |
| Libertad  | 62 - 68 | Atenas              | El Hogar de los Tigres | 13 de noviembre |
| Sionista  | 81 - 80 | Regatas Corrientes  | Moisés Flesler         | 13 de noviembre |
| Unión (S) | 88 - 90 | La Unión de Formosa | Coliseo del Sur        | 13 de noviembre |

| Sionista  | 108 - 103 | La Unión de Formosa | Moisés Flesler         | 15 de noviembre |
| Quimsa    | 80 - 69   | Atenas              | Ciudad                 | 15 de noviembre |
| Libertad  | 92 - 54   | Ciclista Olímpico   | El Hogar de los Tigres | 15 de noviembre |
| Unión (S) | 78 - 68   | Regatas Corrientes  | Coliseo del Sur        | 15 de noviembre |

| Regatas Corrientes  | 65 - 61 | Libertad  | José Jorge Contte | 23 de noviembre |
| Ciclista Olímpico   | 79 - 82 | Unión (S) | Vicente Rosales   | 23 de noviembre |
| La Unión de Formosa | 78 - 73 | Quimsa    | Cincuentenario    | 23 de noviembre |
| Atenas              | 80 - 60 | Sionista  |                   | 23 de noviembre |

| Atenas              | 77 - 64 | Unión (S) | Carlos Cerutti    | 25 de noviembre |
| Regatas Corrientes  | 78 - 80 | Quimsa    | José Jorge Contte | 25 de noviembre |
| Ciclista Olímpico   | 72 - 74 | Sionista  | Vicente Rosales   | 25 de noviembre |
| La Unión de Formosa | 80 - 76 | Libertad  | Cincuentenario    | 25 de noviembre |

### Zona sur
| Equipo                    | PJ | PG | PP | Pts |
| ------------------------- | -- | -- | -- | --- |
| Peñarol                   | 14 | 10 | 4  | 24  |
| Boca Juniors              | 14 | 9  | 5  | 23  |
| Obras Sanitarias          | 14 | 8  | 6  | 22  |
| Central Entrerriano       | 14 | 7  | 7  | 21  |
| Quilmes                   | 14 | 7  | 7  | 21  |
| Lanús                     | 14 | 5  | 9  | 19  |
| Gimnasia (Com. Rivadavia) | 14 | 5  | 9  | 19  |
| Bahía Blanca Estudiantes  | 14 | 5  | 9  | 19  |

|  |                                                 |
|  | Clasificados al Súper 8 por tener mejor récord. |
|  | Clasificados al Súper 8 por invitación.         |

| Obras Sanitarias    | 74 - 70 | Bahía Blanca E. | Obras Sanitarias | 9 de octubre |
| Quilmes             | 82 - 86 | Boca Juniors    | Once Unidos      | 9 de octubre |
| Central Entrerriano | 85 - 71 | Gimnasia (CR)   | José Bértora     | 9 de octubre |
| Lanús               | 83 - 97 | Peñarol         | Antonio Rotili   | 9 de octubre |

| Central Entrerriano | 91 - 80 | Bahía Blanca E. | José Bértora     | 11 de octubre |
| Obras Sanitarias    | 75 - 87 | Gimnasia (CR)   | Obras Sanitarias | 11 de octubre |
| Lanús               | 83 - 69 | Boca Juniors    | Antonio Rotili   | 11 de octubre |
| Quilmes             | 77 - 84 | Peñarol         | Islas Malvinas   |               |

| Peñarol         | 85 - 94 | Obras Sanitarias    | Islas Malvinas    | 16 de octubre |
| Bahía Blanca E. | 68 - 66 | Lanús               | Osvaldo Casanova  | 16 de octubre |
| Boca Juniors    | 87 - 95 | Central Entrerriano | Luis Conde        | 16 de octubre |
| Gimnasia (CR)   | 70 - 72 | Quilmes             | Socios Fundadores | 16 de octubre |

| Gimnasia (CR)   | 72 - 69 | Lanús               | Socios Fundadores | 18 de octubre |
| Bahía Blanca E. | 64 - 73 | Quilmes             | Osvaldo Casanova  | 18 de octubre |
| Boca Juniors    | 67 - 70 | Obras Sanitarias    | Luis Conde        | 18 de octubre |
| Peñarol         | 78 - 76 | Central Entrerriano | Islas Malvinas    | 18 de octubre |

| Central Entrerriano | 80 - 70 | Quilmes         | José Bértora     | 23 de octubre |
| Peñarol             | 67 - 62 | Bahía Blanca E. | Islas Malvinas   | 23 de octubre |
| Obras Sanitarias    | 79 - 69 | Lanús           | Obras Sanitarias | 23 de octubre |
| Boca Juniors        | 77 - 67 | Gimnasia (CR)   | Luis Conde       | 23 de octubre |

| Boca Juniors        | 67 - 64 | Bahía Blanca E. | Luis Conde       | 21 de octubre |
| Central Entrerriano | 66 - 54 | Lanús           | José Bértora     | 25 de octubre |
| Obras Sanitarias    | 91 - 82 | Quilmes         | Obras Sanitarias | 25 de octubre |
| Peñarol             | 83 - 71 | Gimnasia (CR)   | Islas Malvinas   | 25 de octubre |

| Lanús           | 65 - 73 | Obras Sanitarias    | Antonio Rotili    | 30 de octubre  |
| Gimnasia (CR)   | 74 - 90 | Boca Juniors        | Socios Fundadores | 30 de octubre  |
| Quilmes         | 73 - 72 | Central Entrerriano | Once Unidos       | 30 de octubre  |
| Bahía Blanca E. | 80 - 78 | Peñarol             | Osvaldo Casanova  | 3 de noviembre |

| Bahía Blanca E. | 78 - 83 | Boca Juniors        | Osvaldo Casanova  | 1 de noviembre |
| Lanús           | 78 - 63 | Central Entrerriano | Antonio Rotili    | 1 de noviembre |
| Gimnasia (CR)   | 69 - 53 | Peñarol             | Socios Fundadores | 1 de noviembre |
| Quilmes         | 94 - 77 | Obras Sanitarias    | Once Unidos       | 1 de noviembre |

| Obras Sanitarias | 81 - 68 | Central Entrerriano | Obras Sanitarias | 6 de noviembre |
| Bahía Blanca E.  | 86 - 71 | Gimnasia (CR)       | Osvaldo Casanova | 6 de noviembre |
| Peñarol          | 99 - 77 | Boca Juniors        | Islas Malvinas   | 6 de noviembre |
| Lanús            | 75 - 79 | Quilmes             | Antonio Rotili   | 6 de noviembre |

| Boca Juniors        | 72 - 78 | Peñarol          | Luis Conde        | 8 de noviembre |
| Quilmes             | 78 - 82 | Lanús            | Once Unidos       | 8 de noviembre |
| Gimnasia (CR)       | 80 - 73 | Bahía Blanca E.  | Socios Fundadores | 8 de noviembre |
| Central Entrerriano | 94 - 88 | Obras Sanitarias | José Bértora      | 8 de noviembre |

| Gimnasia (CR)   | 76 - 71  | Central Entrerriano | Socios Fundadores | 13 de noviembre |
| Boca Juniors    | 77 - 63  | Quilmes             | Luis Conde        | 13 de noviembre |
| Bahía Blanca E. | 101 - 92 | Obras Sanitarias    | Osvaldo Casanova  | 13 de noviembre |
| Peñarol         | 73 - 62  | Lanús               | Islas Malvinas    | 13 de noviembre |

| Peñarol         | 75 - 68 | Quilmes             | Islas Malvinas    | 11 de noviembre |
| Gimnasia (CR)   | 83 - 91 | Obras Sanitarias    | Socios Fundadores | 13 de noviembre |
| Boca Juniors    | 86 - 78 | Lanús               | Luis Conde        | 13 de noviembre |
| Bahía Blanca E. | 97 - 86 | Central Entrerriano | Osvaldo Casanova  | 13 de noviembre |

| Obras Sanitarias    | 61 - 75 | Peñarol         | Obras Sanitarias | 18 de noviembre |
| Lanús               | 82 - 65 | Bahía Blanca E. | Antonio Rotili   | 23 de noviembre |
| Quilmes             | 64 - 55 | Gimnasia (CR)   | Once Unidos      | 23 de noviembre |
| Central Entrerriano | 68 - 78 | Boca Juniors    | José Bértora     | 23 de noviembre |

| Obras Sanitarias    | 90 - 99 | Boca Juniors    | Obras Sanitarias | 25 de noviembre |
| Lanús               | 72 - 71 | Gimnasia (CR)   | Antonio Rotili   | 25 de noviembre |
| Central Entrerriano | 79 - 64 | Peñarol         | José Bértora     | 25 de noviembre |
| Quilmes             | 82 - 75 | Bahía Blanca E. | Once Unidos      | 25 de noviembre |

## Torneo Súper 8
La quinta edición del Torneo Súper 8 tuvo lugar en el Polideportivo Islas Malvinas de la ciudad de Mar del Plata, entre el 17 y 20 de diciembre de 2009, organizado por el club local, Peñarol.
El ganador de dicho torneo fue Peñarol que se coronó campeón tras derrotar en la final a Atenas por 75 a 67.

## Segunda fase
| Equipo | Equipo                        | A    | PJ | PG | PP | Pts  |
| ------ | ----------------------------- | ---- | -- | -- | -- | ---- |
| 1.º    | Peñarol                       | 12,0 | 30 | 23 | 7  | 65,0 |
| 2.º    | Atenas                        | 11,5 | 30 | 22 | 8  | 63,5 |
| 3.º    | Sionista                      | 11,5 | 30 | 17 | 13 | 58,5 |
| 4.º    | Libertad                      | 10,5 | 30 | 17 | 13 | 57,5 |
| 5.º    | Boca Juniors                  | 11,5 | 30 | 16 | 14 | 57,5 |
| 6.º    | Quimsa                        | 11,5 | 30 | 15 | 15 | 56,5 |
| 7.º    | La Unión de Formosa           | 10,5 | 30 | 16 | 14 | 56,5 |
| 8.º    | Unión (Sunchales)             | 9,0  | 30 | 17 | 13 | 56,0 |
| 9.º    | Regatas Corrientes            | 9,0  | 30 | 16 | 14 | 55,0 |
| 10.º   | Lanús                         | 9,5  | 30 | 14 | 16 | 53,5 |
| 11.º   | Bahía Blanca Estudiantes      | 9,5  | 30 | 13 | 17 | 52,5 |
| 12.º   | Obras Sanitarias              | 11,0 | 30 | 11 | 19 | 52,5 |
| 13.º   | Gimnasia (Comodoro Rivadavia) | 9,5  | 30 | 12 | 18 | 51,5 |
| 14.º   | Quilmes                       | 10,5 | 30 | 11 | 19 | 51,5 |
| 15.º   | Ciclista Olímpico             | 7,0  | 30 | 14 | 16 | 51,0 |
| 16.º   | Central Entrerriano           | 10,5 | 30 | 6  | 24 | 46,5 |

|  |                                               |
|  | Clasificados directamente a cuartos de final. |
|  | Clasificados a la serie reclasificatoria.     |
|  | Disputan la serie por el descenso.            |

| Libertad           | 69 - 49  | Quimsa              | El Hogar de los Tigres | 27 de noviembre |
| Obras Sanitarias   | 92 - 85  | Central Entrerriano | Obras Sanitarias       | 27 de noviembre |
| Unión (S)          | 61 - 68  | Sionista            | Coliseo del Sur        | 27 de noviembre |
| Regatas Corrientes | 73 - 53  | La Unión de Formosa | José Jorge Contte      | 27 de noviembre |
| Lanús              | 77 - 64  | Quilmes             | Antonio Rotili         | 27 de noviembre |
| Bahía Blanca E.    | 78 - 83  | Gimnasia (CR)       | Osvaldo Casanova       | 27 de noviembre |
| Ciclista Olímpico  | 70 - 74  | Atenas              | Vicente Rosales        | 2 de diciembre  |
| Peñarol            | 111 - 65 | Boca Juniors        | Islas Malvinas         | 9 de diciembre  |

| Quimsa              | 70 - 74 | Libertad           | Estadio Ciudad     | 29 de noviembre |
| Central Entrerriano | 86 - 74 | Obras Sanitarias   | José María Bértora | 29 de noviembre |
| Atenas              | 90 - 56 | Ciclista Olímpico  | Carlos Cerutti     | 29 de noviembre |
| Sionista            | 60 - 81 | Unión (S)          | Moisés Flesler     | 29 de noviembre |
| La Unión de Formosa | 84 - 61 | Regatas Corrientes | Cincuentenario     | 29 de noviembre |
| Quilmes             | 61 - 62 | Lanús              | Once Unidos        | 29 de noviembre |
| Gimnasia (CR)       | 63 - 65 | Bahía Blanca E.    | Socios Fundadores  | 29 de noviembre |
| Boca Juniors        | 74 - 64 | Peñarol            | Luis Conde         | 1 de diciembre  |

| Gimnasia (CR)       | 76 - 69 | Quimsa              | Socios Fundadores  | 2 de diciembre |
| Lanús               | 77 - 76 | Peñarol             | Antonio Rotili     | 3 de diciembre |
| Central Entrerriano | 56 - 68 | La Unión de Formosa | José María Bértora | 4 de diciembre |
| Quilmes             | 62 - 75 | Boca Juniors        | Once Unidos        | 4 de diciembre |
| Obras Sanitarias    | 82 - 80 | Regatas Corrientes  | Obras Sanitarias   | 4 de diciembre |
| Ciclista Olímpico   | 74 - 61 | Unión (S)           | Vicente Rosales    | 4 de diciembre |
| Bahía Blanca E.     | 93 - 86 | Libertad            | Osvaldo Casanova   | 4 de diciembre |
| Atenas              | 86 - 74 | Sionista            | Carlos Cerutti     | 10 de enero    |

| Central Entrerriano | 81 - 84 | Regatas Corrientes  | José María Bértora | 6 de diciembre |
| Quilmes             | 64 - 76 | Peñarol             | Islas Malvinas     | 6 de diciembre |
| Gimnasia (CR)       | 71 - 60 | Libertad            | Socios Fundadores  | 6 de diciembre |
| Obras Sanitarias    | 65 - 80 | La Unión de Formosa | Obras Sanitarias   | 6 de diciembre |
| Ciclista Olímpico   | 91 - 67 | Sionista            | Vicente Rosales    | 6 de diciembre |
| Lanús               | 89 - 82 | Boca Juniors        | Antonio Rotili     | 7 de diciembre |
| Atenas              | 77 - 61 | Unión (S)           | Carlos Cerutti     | 9 de febrero   |
| Bahía Blanca E.     | 89 - 91 | Quimsa              | Osvaldo Casanova   | 2 de marzo     |

| Sionista            | 79 - 56   | Gimnasia (CR)       | Moisés Flesler         | 11 de diciembre |
| Boca Juniors        | 68 - 101  | Atenas              | Luis Conde             | 11 de diciembre |
| La Unión de Formosa | 71 - 51   | Quilmes             | Cincuentenario         | 11 de diciembre |
| Quimsa              | 107 - 105 | Central Entrerriano | Ciudad                 | 11 de diciembre |
| Unión (S)           | 106 - 82  | Bahía Blanca E.     | Coliseo del Sur        | 11 de diciembre |
| Peñarol             | 96 - 83   | Ciclista Olímpico   | Islas Malvinas         | 11 de diciembre |
| Libertad            | 65 - 66   | Obras Sanitarias    | El Hogar de los Tigres | 11 de diciembre |
| Regatas Corrientes  | 75 - 82   | Lanús               | José Jorge Contte      | 15 de diciembre |

| Libertad            | 81 - 73 | Central Entrerriano | El Hogar de los Tigres | 9 de diciembre  |
| Sionista            | 95 - 80 | Bahía Blanca E.     | Moisés Flesler         | 13 de diciembre |
| Boca Juniors        | 83 - 79 | Ciclista Olímpico   | Luis Conde             | 13 de diciembre |
| La Unión de Formosa | 87 - 78 | Lanús               | Cincuentenario         | 13 de diciembre |
| Quimsa              | 97 - 83 | Obras Sanitarias    | Ciudad                 | 13 de diciembre |
| Unión (S)           | 81 - 76 | Gimnasia (CR)       | Coliseo del Sur        | 13 de diciembre |
| Peñarol             | 75 - 74 | Atenas              | Islas Malvinas         | 13 de diciembre |
| Regatas Corrientes  | 80 - 57 | Quilmes             | José Jorge Contte      | 13 de diciembre |

| Quilmes           | 101 - 76 | Central Entrerriano | Once Unidos       | 6 de enero  |
| Atenas            | 96 - 74  | La Unión de Formosa | Carlos Cerutti    | 6 de enero  |
| Gimnasia (CR)     | 56 - 68  | Boca Juniors        | Socios Fundadores | 6 de enero  |
| Sionista          | 94 - 89  | Quimsa              | Moisés Flesler    | 6 de enero  |
| Ciclista Olímpico | 81 - 78  | Regatas Corrientes  | Vicente Rosales   | 6 de enero  |
| Bahía Blanca E.   | 67 - 74  | Peñarol             | Osvaldo Casanova  | 6 de enero  |
| Unión (S)         | 65 - 64  | Libertad            | Coliseo del Sur   | 6 de enero  |
| Lanús             | 85 - 65  | Obras Sanitarias    | Antonio Rotili    | 10 de enero |

| Quilmes           | 83 - 91  | Obras Sanitarias    | Once Unidos       | 8 de enero |
| Atenas            | 87 - 73  | Regatas Corrientes  | Carlos Cerutti    | 8 de enero |
| Gimnasia (CR)     | 74 - 65  | Peñarol             | Socios Fundadores | 8 de enero |
| Sionista          | 76 - 72  | Libertad            | Moisés Flesler    | 8 de enero |
| Lanús             | 89 - 77  | Central Entrerriano | Antonio Rotili    | 8 de enero |
| Ciclista Olímpico | 86 - 78  | La Unión de Formosa | Vicente Rosales   | 8 de enero |
| Bahía Blanca E.   | 80 - 82  | Boca Juniors        | Osvaldo Casanova  | 8 de enero |
| Unión (S)         | 100 - 77 | Quimsa              | Coliseo del Sur   | 8 de enero |

| Boca Juniors        | 75 - 72 | Sionista          | Luis Conde             | 15 de enero  |
| La Unión de Formosa | 73 - 64 | Gimnasia (CR)     | Cincuentenario         | 15 de enero  |
| Central Entrerriano | 87 - 89 | Atenas            | José María Bértora     | 15 de enero  |
| Quimsa              | 95 - 74 | Quilmes           | Ciudad                 | 15 de enero  |
| Peñarol             | 90 - 83 | Unión (S)         | Islas Malvinas         | 15 de enero  |
| Regatas Corrientes  | 84 - 77 | Bahía Blanca E.   | José Jorge Contte      | 15 de enero  |
| Libertad            | 83 - 75 | Lanús             | El Hogar de los Tigres | 15 de enero  |
| Obras Sanitarias    | 80 - 79 | Ciclista Olímpico | Obras Sanitarias       | 9 de febrero |

| Central Entrerriano | 102 - 97 | Ciclista Olímpico | José María Bértora     | 13 de enero |
| Boca Juniors        | 79 - 69  | Unión (S)         | Luis Conde             | 17 de enero |
| La Unión de Formosa | 69 - 55  | Bahía Blanca E.   | Cincuentenario         | 17 de enero |
| Quimsa              | 79 - 62  | Lanús             | Ciudad                 | 17 de enero |
| Peñarol             | 82 - 70  | Sionista          | Islas Malvinas         | 17 de enero |
| Regatas Corrientes  | 70 - 58  | Gimnasia (CR)     | José Jorge Contte      | 17 de enero |
| Libertad            | 85 - 92  | Quilmes           | El Hogar de los Tigres | 17 de enero |
| Obras Sanitarias    | 60 - 99  | Atenas            | Obras Sanitarias       | 17 de enero |

| Atenas            | 110 - 62 | Quilmes             | Carlos Cerutti    | 20 de enero   |
| Gimnasia (CR)     | 73 - 91  | Central Entrerriano | Socios Fundadores | 20 de enero   |
| Sionista          | 76 - 77  | La Unión de Formosa | Moisés Flesler    | 20 de enero   |
| Boca Juniors      | 97 - 100 | Quimsa              | Luis Conde        | 20 de enero   |
| Ciclista Olímpico | 89 - 82  | Lanús               | Vicente Rosales   | 20 de enero   |
| Bahía Blanca E.   | 85 - 79  | Obras Sanitarias    | Osvaldo Casanova  | 20 de enero   |
| Unión (S)         | 91 - 95  | Regatas Corrientes  | Coliseo del Sur   | 20 de enero   |
| Peñarol           | 103 - 69 | Libertad            | Islas Malvinas    | 24 de febrero |

| Atenas            | 88 - 63 | Lanús               | Carlos Cerutti    | 22 de enero |
| Gimasia (CR)      | 91 - 76 | Obras Sanitarias    | Socios Fundadores | 22 de enero |
| Sionista          | 99 - 83 | Regatas Corrientes  | Moisés Flesler    | 22 de enero |
| Boca Juniors      | 60 - 87 | Libertad            | Luis Conde        | 22 de enero |
| Ciclista Olímpico | 75 - 68 | Quilmes             | Vicente Rosales   | 22 de enero |
| Bahía Blanca E.   | 81 - 79 | Central Entrerriano | Osvaldo Casanova  | 22 de enero |
| Unión (S)         | 83 - 85 | La Unión de Formosa | Coliseo del Sur   | 22 de enero |
| Peñarol           | 76 - 63 | Quimsa              | Islas Malvinas    | 17 de marzo |

| La Unión de Formosa | 56 - 66  | Boca Juniors      | Cincuentenario         | 29 de enero |
| Central Entrerriano | 87 - 77  | Sionista          | José María Bértora     | 29 de enero |
| Quilmes             | 69 - 70  | Gimnasia (CR)     | Once Unidos            | 29 de enero |
| Quimsa              | 86 - 81  | Atenas            | Ciudad                 | 29 de enero |
| Regatas Corrientes  | 82 - 66  | Peñarol           | José Jorge Contte      | 29 de enero |
| Obras Sanitarias    | 80 - 108 | Unión (S)         | Obras Sanitarias       | 29 de enero |
| Lanús               | 80 - 61  | Weber Bahía E.    | Antonio Rotili         | 29 de enero |
| Libertad            | 95 - 70  | Ciclista Olímpico | El Hogar de los Tigres | 29 de enero |

| Quimsa              | 79 - 66 | Ciclista Olímpico | Ciudad                 | 31 de enero |
| La Unión de Formosa | 79 - 82 | Peñarol           | Cincuentenario         | 31 de enero |
| Central Entrerriano | 70 - 72 | Unión (S)         | José María Bértora     | 31 de enero |
| Quilmes             | 64 - 67 | Weber Bahía E.    | Once Unidos            | 31 de enero |
| Regatas Corrientes  | 86 - 83 | Boca Juniors      | José Jorge Contte      | 31 de enero |
| Obras Sanitarias    | 79 - 80 | Sionista          | Obras Sanitarias       | 31 de enero |
| Lanús               | 82 - 65 | Gimnasia (CR)     | Antonio Rotili         | 31 de enero |
| Libertad            | 83 - 75 | Atenas            | El Hogar de los Tigres | 31 de enero |

| Quimsa          | 89 - 78 | La Unión de Formosa | Ciudad                 | 11 de enero  |
| Gimnasia (CR)   | 76 - 83 | Atenas              | Socios Fundadores      | 5 de febrero |
| Sionista        | 82 - 74 | Quilmes             | Moisés Flesler         | 5 de febrero |
| Boca Juniors    | 71 - 67 | Central Entrerriano | Luis Conde             | 5 de febrero |
| Bahía Blanca E. | 81 - 70 | Ciclista Olímpico   | Osvaldo Casanova       | 5 de febrero |
| Unión (S)       | 76 - 78 | Lanús               | Coliseo del Sur        | 5 de febrero |
| Libertad        | 72 - 76 | Regatas Corrientes  | El Hogar de los Tigres | 5 de febrero |
| Peñarol         | 86 - 81 | Obras Sanitarias    | Islas Malvinas         | 3 de marzo   |

| Sionista        | 84 - 69 | Lanús               | Moisés Flesler         | 3 de febrero  |
| Gimnasia (CR)   | 85 - 70 | Ciclista Olímpico   | Socios Fundadores      | 7 de febrero  |
| Boca Juniors    | 82 - 70 | Obras Sanitarias    | Luis Conde             | 7 de febrero  |
| Bahía Blanca E. | 74 - 76 | Atenas              | Osvaldo Casanova       | 7 de febrero  |
| Unión (S)       | 86 - 79 | Quilmes             | Coliseo del Sur        | 7 de febrero  |
| Libertad        | 78 - 73 | La Unión de Formosa | El Hogar de los Tigres | 7 de febrero  |
| Peñarol         | 82 - 72 | Central Entrerriano | Islas Malvinas         | 9 de febrero  |
| Quimsa          | 99 - 90 | Regatas Corrientes  | Ciudad                 | 24 de febrero |

| Atenas              | 71 - 60 | Gimnasia (CR)   | Carlos Cerutti     | 12 de febrero |
| Quilmes             | 75 - 76 | Sionista        | Once Unidos        | 12 de febrero |
| Central Entrerriano | 79 - 73 | Boca Juniors    | José María Bértora | 12 de febrero |
| La Unión de Formosa | 87 - 77 | Quimsa          | Cincuentenario     | 12 de febrero |
| Ciclista Olímpico   | 85 - 79 | Bahía Blanca E. | Vicente Rosales    | 12 de febrero |
| Lanús               | 75 - 72 | Unión (S)       | Antonio Rotili     | 12 de febrero |
| Obras Sanitarias    | 74 - 82 | Peñarol         | Obras Sanitarias   | 12 de febrero |
| Regatas Corrientes  | 84 - 77 | Libertad        | José Jorge Contte  | 12 de febrero |

| La Unión de Formosa | 81 - 78 | Libertad        | Cincuentenario     | 9 de febrero  |
| Ciclista Olímpico   | 93 - 89 | Gimnasia (CR)   | Vicente Rosales    | 14 de febrero |
| Lanús               | 84 - 78 | Sionista        | Antonio Rotili     | 14 de febrero |
| Obras Sanitarias    | 93 - 88 | Boca Juniors    | Obras Sanitarias   | 14 de febrero |
| Regatas Corrientes  | 75 - 67 | Quimsa          | José Jorge Contte  | 14 de febrero |
| Atenas              | 99 - 55 | Bahía Blanca E. | Carlos Cerutti     | 14 de febrero |
| Quilmes             | 81 - 77 | Unión (S)       | Once Unidos        | 14 de febrero |
| Central Entrerriano | 79 - 88 | Peñarol         | José María Bértora | 14 de febrero |

| La Unión de Formosa | 68 - 62  | Central Entrerriano | Cincuentenario         | 19 de febrero |
| Boca Juniors        | 82 - 89  | Quilmes             | Luis Conde             | 19 de febrero |
| Quimsa              | 81 - 65  | Gimnasia (CR)       | Ciudad                 | 19 de febrero |
| Regatas Corrientes  | 74 - 62  | Obras Sanitarias    | José Jorge Contte      | 19 de febrero |
| Peñarol             | 87 - 56  | Lanús               | Islas Malvinas         | 19 de febrero |
| Unión (S)           | 91 - 63  | Ciclista Olímpico   | Coliseo del Sur        | 19 de febrero |
| Libertad            | 100 - 88 | Bahía Blanca E.     | El Hogar de los Tigres | 19 de febrero |
| Sionista            | 89 - 72  | Atenas              | Moisés Flesler         | 9 de marzo    |

| Libertad            | 92 - 72 | Gimnasia (CR)       | El Hogar de los Tigres | 17 de febrero |
| Regatas Corrientes  | 66 - 64 | Central Entrerriano | José Jorge Contte      | 21 de febrero |
| Peñarol             | 78 - 72 | Quilmes             | Islas Malvinas         | 21 de febrero |
| Unión (S)           | 81 - 58 | Atenas              | Coliseo del Sur        | 21 de febrero |
| La Unión de Formosa | 72 - 78 | Obras Sanitarias    | Cincuentenario         | 21 de febrero |
| Sionista            | 73 - 53 | Ciclista Olímpico   | Vicente Rosales        | 21 de febrero |
| Quimsa              | 71 - 72 | Bahía Blanca E.     | Ciudad                 | 21 de febrero |
| Boca Juniors        | 66 - 65 | Lanús               | Luis Conde             | 22 de febrero |

| Gimnasia (CR)       | 76 - 72  | Sionista            | Socios Fundadores  | 26 de febrero |
| Atenas              | 85 - 75  | Boca Juniors        | Carlos Cerutti     | 26 de febrero |
| Quilmes             | 91 - 82  | La Unión de Formosa | Once Unidos        | 26 de febrero |
| Central Entrerriano | 77 - 85  | Quimsa              | José María Bértora | 26 de febrero |
| Bahía Blanca E.     | 89 - 92  | Unión (S)           | Osvaldo Casanova   | 26 de febrero |
| Ciclista Olímpico   | 106 - 87 | Peñarol             | Vicente Rosales    | 26 de febrero |
| Lanús               | 72 - 67  | Regatas Corrientes  | Antonio Rotili     | 26 de febrero |
| Obras Sanitarias    | 80 - 78  | Libertad            | Obras Sanitarias   | 26 de febrero |

| Bahía Blanca E.     | 87 - 83 | Sionista            | Osvaldo Casanova   | 28 de febrero |
| Ciclista Olímpico   | 66 - 70 | Boca Juniors        | Vicente Rosales    | 28 de febrero |
| Lanús               | 64 - 62 | La Unión de Formosa | Antonio Rotili     | 28 de febrero |
| Obras Sanitarias    | 82 - 65 | Quimsa              | Obras Sanitarias   | 28 de febrero |
| Gimnasia (CR)       | 82 - 86 | Unión (S)           | Socios Fundadores  | 28 de febrero |
| Atenas              | 69 - 85 | Peñarol             | Carlos Cerutti     | 28 de febrero |
| Quilmes             | 80 - 70 | Regatas Corrientes  | Once Unidos        | 28 de febrero |
| Central Entrerriano | 83 - 87 | Libertad            | José María Bértora | 28 de febrero |

| La Unión de Formosa | 86 - 77  | Atenas            | Cincuentenario         | 5 de marzo |
| Central Entrerriano | 78 - 102 | Quilmes           | José María Bértora     | 5 de marzo |
| Boca Juniors        | 78 - 64  | Gimnasia (CR)     | Luis Conde             | 5 de marzo |
| Quimsa              | 70 - 67  | Sionista          | Ciudad                 | 5 de marzo |
| Obras Sanitarias    | 77 - 65  | Lanús             | Obras Sanitarias       | 5 de marzo |
| Regatas Corrientes  | 78 - 81  | Ciclista Olímpico | José Jorge Contte      | 5 de marzo |
| Peñarol             | 90 - 68  | Bahía Blanca E.   | Islas Malvinas         | 5 de marzo |
| Libertad            | 69 - 90  | Unión (S)         | El Hogar de los Tigres | 5 de marzo |

| Regatas Corrientes  | 79 - 73  | Atenas            | José Jorge Contte      | 7 de marzo |
| Obras Sanitarias    | 91 - 101 | Quilmes           | Obras Sanitarias       | 7 de marzo |
| Peñarol             | 96 - 47  | Gimnasia (CR)     | Islas Malvinas         | 7 de marzo |
| Libertad            | 85 - 81  | Sionista          | El Hogar de los Tigres | 7 de marzo |
| Central Entrerriano | 74 - 71  | Lanús             | José María Bértora     | 7 de marzo |
| La Unión de Formosa | 74 - 68  | Ciclista Olímpico | Vicente Rosales        | 7 de marzo |
| Boca Juniors        | 71 - 68  | Bahía Blanca E.   | Luis Conde             | 7 de marzo |
| Quimsa              | 91 - 84  | Unión (S)         | Ciudad                 | 7 de marzo |

| Sionista          | 92 - 80 | Boca Juniors        | Moisés Flesler    | 12 de marzo |
| Gimnasia (CR)     | 71 - 73 | La Unión de Formosa | Socios Fundadores | 12 de marzo |
| Atenas            | 91 - 88 | Central Entrerriano | Carlos Cerutti    | 12 de marzo |
| Quilmes           | 91 - 76 | Quimsa              | Once Unidos       | 12 de marzo |
| Unión (S)         | 80 - 82 | Peñarol             | Coliseo del Sur   | 12 de marzo |
| Bahía Blanca E.   | 70 - 62 | Regatas Corrientes  | Osvaldo Casanova  | 12 de marzo |
| Ciclista Olímpico | 79 - 69 | Obras Sanitarias    | Vicente Rosales   | 12 de marzo |
| Lanús             | 85 - 93 | Libertad            | Anotinio Rotili   | 12 de marzo |

| Unión (S)         | 99 - 77 | Boca Juniors        | Coliseo del Sur   | 10 de marzo |
| Bahía Blanca E.   | 97 - 94 | La Unión de Formosa | Osvaldo Casanova  | 14 de marzo |
| Ciclista Olímpico | 89 - 84 | Central Entrerriano | Vicente Rosales   | 14 de marzo |
| Lanús             | 70 - 84 | Quimsa              | Antonio Rotili    | 14 de marzo |
| Sionista          | 81 - 71 | Peñarol             | Moisés Flesler    | 14 de marzo |
| Gimnasia (CR)     | 89 - 80 | Regatas Corrientes  | Socios Fundadores | 14 de marzo |
| Atenas            | 92 - 75 | Obras Sanitarias    | Carlos Cerutti    | 14 de marzo |
| Quilmes           | 74 - 88 | Libertad            | Once Unidos       | 14 de marzo |

| Quimsa              | 0 - 2   | Boca Juniors      | Ciudad                 | 19 de marzo |
| Quilmes             | 73 - 74 | Atenas            | Once Unidos            | 19 de marzo |
| Central Entrerriano | 76 - 80 | Gimnasia (CR)     | José María Bértora     | 19 de marzo |
| La Unión de Formosa | 73 - 80 | Sionista          | Cincuentenario         | 19 de marzo |
| Lanús               | 72 - 73 | Ciclista Olímpico | Antonio Rotili         | 19 de marzo |
| Obras Sanitarias    | 78 - 87 | Bahía Blanca E.   | Obras Sanitarias       | 19 de marzo |
| Regatas Corrientes  | 67 - 61 | Unión (S)         | José Jorge Contte      | 19 de marzo |
| Libertad            | 85 - 78 | Peñarol           | El Hogar de los Tigres | 19 de marzo |

| Lanús               | 75 - 79 | Atenas            | Antonio Rotili         | 21 de marzo |
| Obras Sanitarias    | 88 - 82 | Gimnasia (CR)     | Obras Sanitarias       | 21 de marzo |
| Regatas Corrientes  | 79 - 76 | Sionista          | José Jorge Contte      | 21 de marzo |
| Libertad            | 85 - 71 | Boca Juniors      | El Hogar de los Tigres | 21 de marzo |
| Quilmes             | 70 - 66 | Ciclista Olímpico | Once Unidos            | 21 de marzo |
| Central Entrerriano | 70 - 79 | Bahía Blanca E.   | José María Bértora     | 21 de marzo |
| La Unión de Formosa | 64 - 73 | Unión (S)         | Cincuentenario         | 21 de marzo |
| Quimsa              | 55 - 64 | Peñarol           | Ciudad                 | 21 de marzo |

| Boca Juniors      | 75 - 78 | La Unión de Formosa | Luis COnde        | 24 de marzo |
| Peñarol           | 78 - 75 | Regatas Corrientes  | Islas Malvinas    | 25 de marzo |
| Sionista          | 85 - 67 | Central Entrerriano | Moisés Flesler    | 26 de marzo |
| Gimnasia (CR)     | 98 - 89 | Quilmes             | Socios Fundadores | 26 de marzo |
| Atenas            | 84 - 79 | Quimsa              | Carlos Cerutti    | 26 de marzo |
| Unión (S)         | 76 - 74 | Obras Sanitarias    | Coliseo del Sur   | 26 de marzo |
| Bahía Blanca E.   | 80 - 78 | Lanús               | Osvaldo Casanova  | 26 de marzo |
| Ciclista Olímpico | 68 - 73 | Libertad            | Vicente Rosales   | 26 de marzo |

| Unión (S)         | 84 - 72   | Central Entrerriano | Coliseo del Sur   | 28 de marzo |
| Bahía Blanca E.   | 101 - 103 | Quilmes             | Osvaldo Casanova  | 28 de marzo |
| Ciclista Olímpico | 88 - 71   | Quimsa              | Vicente Rosales   | 28 de marzo |
| Boca Juniors      | 56 - 49   | Regatas Corrientes  | Luis Conde        | 28 de marzo |
| Sionista          | 75 - 62   | Obras Sanitarias    | Moisés Flesler    | 28 de marzo |
| Gimnasia (CR)     | 83 - 71   | Lanús               | Socios Fundadores | 28 de marzo |
| Atenas            | 109 - 100 | Libertad            | Carlos Cerutti    | 28 de marzo |
| Peñarol           | 82 - 78   | La Unión de Formosa | Islas Malvinas    | 28 de marzo |

## Descenso

### Primer descenso
| Equipo                                                      | Equipo                        | Partidos | Partidos | Partidos | Partidos | Partidos |
| ----------------------------------------------------------- | ----------------------------- | -------- | -------- | -------- | -------- | -------- |
| 13.º                                                        | Gimnasia (Comodoro Rivadavia) | 78       | 87       | 95       |          |          |
| 16.º                                                        | Central Entrerriano           | 70       | 73       | 87       |          |          |
| Gimnasia de Comodoro ganó la serie y se mantiene en la LNB. |                               |          |          |          |          |          |

| 2 de abril   | Gimnasia (CR)                                                   | 78–70                | Central Entrerriano                                                | Comodoro Rivadavia                                                              |  |  |
|              | Parciales: 25 - 20, 18 - 15, 16 - 18, 19 - 17                   |                      |                                                                    |                                                                                 |  |  |
|              | Estadísticas Hakeem Rollins 18 Hakeem Rollins 10 Diego Romero 2 | Reporte Pts Reb Asts | Estadísticas 26 Alejandro Burgos 7 Alejandro Burgos 2 Scott Cutley | Pabellón: Estadio Socios Fundadores Árbitros: * Fernando Sampietro * Mario Aluz |  |  |
| serie: 1 - 0 |                                                                 |                      |                                                                    |                                                                                 |  |  |
|              |                                                                 |                      |                                                                    |                                                                                 |  |  |

| 4 de abril   | Gimnasia (CR)                                                   | 87–73                | Central Entrerriano                                                   | Comodoro Rivadavia                                                                              |  |  |
|              | Parciales: 24 - 20, 28 - 14, 14 - 22, 21 - 17                   |                      |                                                                       |                                                                                                 |  |  |
|              | Estadísticas Hakeem Rollins 20 Hakeem Rollins 15 Diego Romero 3 | Reporte Pts Reb Asts | Estadísticas 27 Curtis Marshall 6 Alejandro Burgos 2 Alejandro Burgos | Pabellón: Estadio Socios Fundadores Árbitros: * Roberto Smith * Osvaldo Bautista * Jorge Chávez |  |  |
| serie: 2 - 0 |                                                                 |                      |                                                                       |                                                                                                 |  |  |
|              |                                                                 |                      |                                                                       |                                                                                                 |  |  |

| 9 de abril   | Central Entrerriano                                                    | 87–95                | Gimnasia (CR)                                                     | Gualeguaychú                                                                                          |  |  |
|              | Parciales: 24 - 17, 18 - 18, 11 - 16, 17 - 19 (T.E.: 17 - 25)          |                      |                                                                   | |  |  |
|              | Estadísticas Funes y Burgos 20 Sebastián Cabello 9 Cristian Cadillac 4 | Reporte Pts Reb Asts | Estadísticas 34 Nicolás Ferreyra 17 Hakeem Rollins 6 Gerald Brown | Pabellón: Estadio José María Bértora Árbitros: * Diego Rougier * Roberto Setembrini * Sergio Tarifeño |  |  |
| serie: 0 - 3 |                                                                        |                      |                                                                   | |  |  |
|              |                                                                        |                      |                                                                   | |  |  |

### Segundo descenso
| Equipo                                                   | Equipo            | Partidos | Partidos | Partidos | Partidos | Partidos |
| -------------------------------------------------------- | ----------------- | -------- | -------- | -------- | -------- | -------- |
| 14.º                                                     | Quilmes           | 92       | 86       | 85       | 74       | 68       |
| 15.º                                                     | Ciclista Olímpico | 88       | 87       | 83       | 78       | 70       |
| Ciclista Olímpico ganó la serie y se mantiene en la LNB. |                   |          |          |          |          |          |

| 2 de abril   | Quilmes                                                               | 92–88                | Ciclista Olímpico                                                   | Mar del Plata                                                             |  |  |
|              | Parciales: 22 - 20, 16 - 18, 19 - 23, 23 - 19 (T.E.: 12 - 8)          |                      |                                                                     |                                                                           |  |  |
|              | Estadísticas Nelson y Stukes 28 Edward Nelson 10 Fernando Titarelli 8 | Reporte Pts Reb Asts | Estadísticas 23 Eduardo Villares 10 Diego Guaita 4 Eduardo Villares | Pabellón: Estadio Once Unidos Árbitros: * Daniel Rodrigo * Juan Fernández |  |  |
| serie: 1 - 0 |                                                                       |                      |                                                                     |                                                                           |  |  |
|              |                                                                       |                      |                                                                     |                                                                           |  |  |

| 4 de abril   | Quilmes                                                          | 86–87                | Ciclista Olímpico                                              | Mar del Plata                                                                                   |  |  |
|              | Parciales: 27 - 24, 17 - 19, 21 - 17, 11 - 16 (T.E.: 10 - 11)    |                      |                                                                |                                                                                                 |  |  |
|              | Estadísticas Edward Nelson 27 Nicolás Romano 17 Nicolás Romano 5 | Reporte Pts Reb Asts | Estadísticas 30 Frank Williams 7 Gabriel Cocha 7 Gabriel Cocha | Pabellón: Estadio Once Unidos Árbitros: * Fernando Sampietro * Roberto Smith * Oscar Martinetto |  |  |
| serie: 1 - 1 |                                                                  |                      |                                                                |                                                                                                 |  |  |
|              |                                                                  |                      |                                                                |                                                                                                 |  |  |

| 9 de abril   | Ciclista Olímpico                                                  | 83–85                | Quilmes                                                              | La Banda                                                                                             |  |  |
|              | Parciales: 13 - 26, 24 - 17, 19 - 21, 27 - 21                      |                      |                                                                      | |  |  |
|              | Estadísticas Eduardo Villares 24 Diego Guaita 14 Jonatan Machuca 5 | Reporte Pts Reb Asts | Estadísticas 24 Edward Nelson 10 Nicolás Romano 8 Fernando Titarelli | Pabellón: Estadio Vicente Rosales Árbitros: * Alejandro Chiti * Alejandro Ramallo * Rodrigo Castillo |  |  |
| serie: 1 - 2 |                                                                    |                      |                                                                      | |  |  |
|              |                                                                    |                      |                                                                      | |  |  |

| 11 de abril  | Ciclista Olímpico                                             | 78–74                | Quilmes                                                              | La Banda                                                                                         |  |  |
|              | Parciales: 19 - 16, 20 - 27, 24 - 12, 15 - 19                 |                      |                                                                      |                                                                                                  |  |  |
|              | Estadísticas Diego Guaita 17 Diego Cávaco 7 Jonatan Machuca 4 | Reporte Pts Reb Asts | Estadísticas 15 Nicolás Romano 9 Nicolás Romano 4 Fernando Titarelli | Pabellón: Estadio Vicente Rosales Árbitros: * Roberto Smith * Sergio Tarifeño * Leonardo Mendoza |  |  |
| serie: 2 - 2 |                                                               |                      |                                                                      |                                                                                                  |  |  |
|              |                                                               |                      |                                                                      |                                                                                                  |  |  |

| 14 de abril  | Quilmes                                                                                     | 68–70                | Ciclista Olímpico                                               | Mar del Plata                                                                            |  |  |
|              | Parciales: 21 - 21, 13 - 8, 22 - 15, 12 - 26                                                |                      |                                                                 |                                                                                          |  |  |
|              | Estadísticas Cornelius McFadgon 20 Esteban López Tamborini 10 Romano, Peralta y Titarelli 2 | Reporte Pts Reb Asts | Estadísticas 24 Frank Williams 8 Diego Guaita 6 Jonatan Machuca | Pabellón: Estadio Once Unidos Árbitros: * Diego Rougier * Juan Fernández * Fabricio Vito |  |  |
| serie: 2 - 3 |                                                                                             |                      |                                                                 |                                                                                          |  |  |
|              |                                                                                             |                      |                                                                 |                                                                                          |  |  |

## Tercera fase - playoffs
|  | Reclasificación | Reclasificación          | Reclasificación |                    |   | Cuartos de final | Cuartos de final | Cuartos de final |  |     | Semifinales | Semifinales | Semifinales |  |     | Final   | Final | Final |  |
|  |                 |                          |                 |                    |   |                  |                  |                  |  |     |             |             |             |  |     |         |       |       |  |
|  |                 |                          |                 |                    |   |                  |                  |                  |  |     |             |             |             |  |     |         |       |       |  |
|  |                 |                          |                 |                    |   |                  |                  |                  |  |     |             |             |             |  |     |         |       |       |  |
|  |                 |                          |                 |                    |   |                  |                  |                  |  |     |             |             |             |  |     |         |       |       |  |
|  |                 |                          |                 |                    |   |                  |                  |                  |  |     |             |             |             |  |     |         |       |       |  |
|  |                 | 1.º                      | Peñarol         | 3                  |   |                  |                  |                  |  |     |             |             |             |  |     |         |       |       |  |
|  |                 |                          |                 | 3                  |   |                  |                  |                  |  |     |             |             |             |  |     |         |       |       |  |
|  |                 |                          | 10.º            | Lanús              | 0 |                  |                  |                  |  |     |             |             |             |  |     |         |       |       |  |
|  | 7.º             | La Unión de Formosa      | 10.º            | Lanús              | 0 | 2                |                  |                  |  |     |             |             |             |  |     |         |       |       |  |
|  | 7.º             | La Unión de Formosa      |                 |                    |   |                  |                  |                  |  |     |             |             |             |  |     |         |       |       |  |
|  | 10.º            | Lanús                    | 3               |                    |   |                  |                  |                  |  |     |             |             |             |  |     |         |       |       |  |
|  | 10.º            | Lanús                    | 3               |                    |   |                  |                  |                  |  | 1.º | Peñarol     | 3           |             |  |     |         |       |       |  |
|  |                 |                          |                 |                    |   |                  |                  |                  |  | 1.º | Peñarol     | 3           |             |  |     |         |       |       |  |
|  |                 |                          | 5.º             | Boca Juniors       | 0 |                  |                  |                  |  |     |             |             |             |  |     |         |       |       |  |
|  |                 |                          | 5.º             | Boca Juniors       | 0 |                  |                  |                  |  |     |             |             |             |  |     |         |       |       |  |
|  |                 |                          |                 |                    |   |                  |                  |                  |  |     |             |             |             |  |     |         |       |       |  |
|  |                 |                          |                 |                    |   |                  |                  |                  |  |     |             |             |             |  |     |         |       |       |  |
|  |                 | 4.º                      | Libertad        | 1                  |   |                  |                  |                  |  |     |             |             |             |  |     |         |       |       |  |
|  |                 |                          |                 | 1                  |   |                  |                  |                  |  |     |             |             |             |  |     |         |       |       |  |
|  |                 |                          | 5.º             | Boca Juniors       | 3 |                  |                  |                  |  |     |             |             |             |  |     |         |       |       |  |
|  | 5.º             | Boca Juniors             | 5.º             | Boca Juniors       | 3 | 3                |                  |                  |  |     |             |             |             |  |     |         |       |       |  |
|  | 5.º             | Boca Juniors             |                 |                    |   |                  |                  |                  |  |     |             |             |             |  |     |         |       |       |  |
|  | 12.º            | Obras Sanitarias         | 0               |                    |   |                  |                  |                  |  |     |             |             |             |  |     |         |       |       |  |
|  | 12.º            | Obras Sanitarias         | 0               |                    |   |                  |                  |                  |  |     |             |             |             |  | 1.º | Peñarol | 4     |       |  |
|  |                 |                          |                 |                    |   |                  |                  |                  |  |     |             |             |             |  | 1.º | Peñarol | 4     |       |  |
|  |                 |                          | 2.º             | Atenas             | 1 |                  |                  |                  |  |     |             |             |             |  |     |         |       |       |  |
|  |                 |                          | 2.º             | Atenas             | 1 |                  |                  |                  |  |     |             |             |             |  |     |         |       |       |  |
|  |                 |                          |                 |                    |   |                  |                  |                  |  |     |             |             |             |  |     |         |       |       |  |
|  |                 |                          |                 |                    |   |                  |                  |                  |  |     |             |             |             |  |     |         |       |       |  |
|  |                 | 2.º                      | Atenas          | 3                  |   |                  |                  |                  |  |     |             |             |             |  |     |         |       |       |  |
|  |                 |                          |                 | 3                  |   |                  |                  |                  |  |     |             |             |             |  |     |         |       |       |  |
|  |                 |                          | 9.º             | Regatas Corrientes | 2 |                  |                  |                  |  |     |             |             |             |  |     |         |       |       |  |
|  | 8.º             | Unión (S)                | 9.º             | Regatas Corrientes | 2 | 1                |                  |                  |  |     |             |             |             |  |     |         |       |       |  |
|  | 8.º             | Unión (S)                |                 |                    |   |                  |                  |                  |  |     |             |             |             |  |     |         |       |       |  |
|  | 9.º             | Regatas Corrientes       | 3               |                    |   |                  |                  |                  |  |     |             |             |             |  |     |         |       |       |  |
|  | 9.º             | Regatas Corrientes       | 3               |                    |   |                  |                  |                  |  | 2.º | Atenas      | 3           |             |  |     |         |       |       |  |
|  |                 |                          |                 |                    |   |                  |                  |                  |  | 2.º | Atenas      | 3           |             |  |     |         |       |       |  |
|  |                 |                          | 3.º             | Sionista           | 2 |                  |                  |                  |  |     |             |             |             |  |     |         |       |       |  |
|  |                 |                          | 3.º             | Sionista           | 2 |                  |                  |                  |  |     |             |             |             |  |     |         |       |       |  |
|  |                 |                          |                 |                    |   |                  |                  |                  |  |     |             |             |             |  |     |         |       |       |  |
|  |                 |                          |                 |                    |   |                  |                  |                  |  |     |             |             |             |  |     |         |       |       |  |
|  |                 | 3.º                      | Sionista        | 3                  |   |                  |                  |                  |  |     |             |             |             |  |     |         |       |       |  |
|  |                 |                          |                 | 3                  |   |                  |                  |                  |  |     |             |             |             |  |     |         |       |       |  |
|  |                 |                          | 6.º             | Quimsa             | 1 |                  |                  |                  |  |     |             |             |             |  |     |         |       |       |  |
|  | 6.º             | Quimsa                   | 6.º             | Quimsa             | 1 | 3                |                  |                  |  |     |             |             |             |  |     |         |       |       |  |
|  | 6.º             | Quimsa                   |                 |                    |   |                  |                  |                  |  |     |             |             |             |  |     |         |       |       |  |
|  | 11.º            | Bahía Blanca Estudiantes | 1               |                    |   |                  |                  |                  |  |     |             |             |             |  |     |         |       |       |  |
|  | 11.º            | Bahía Blanca Estudiantes | 1               |                    |   |                  |                  |                  |  |     |             |             |             |  |     |         |       |       |  |
|  |                 |                          |                 |                    |   |                  |                  |                  |  |     |             |             |             |  |     |         |       |       |  |

### Reclasificación
Boca Juniors - Obras Sanitarias
| 31 de marzo  | Boca Juniors                                                         | 79–70                | Obras Sanitarias                                     | Ciudad de Buenos Aires                                              |  |  |
|              | Parciales: 14 - 22, 24 - 20, 26 - 18, 30 - 28                        |                      |                                                      |                                                                     |  |  |
|              | Estadísticas Cedric Moodie 19 Gabriel Mikulas 11 Moodie y Woodward 5 | Reporte Pts Reb Asts | Estadísticas 29 Juan Espil 6 Mark Bortz 5 Juan Espil | Pabellón: Estadio Luis Conde Árbitros: * Diego Rougier * Mario Aluz |  |  |
| serie: 1 - 0 |                                                                      |                      |                                                      |                                                                     |  |  |
|              |                                                                      |                      |                                                      |                                                                     |  |  |

| 2 de abril   | Boca Juniors                                                     | 94–88                | Obras Sanitarias                                                         | Ciudad de Buenos Aires                                                     |  |  |
|              | Parciales: 14 - 22, 24 - 20, 26 - 18, 30 - 28                    |                      |                                                                          |                                                                            |  |  |
|              | Estadísticas Cedric Moodie 19 Mariano Fierro 9 Gabriel Mikulas 5 | Reporte Pts Reb Asts | Estadísticas 20 Gustavo Oroná 8 Gabriel Diego Fernández 5 Cortés y Espil | Pabellón: Estadio Luis Conde Árbitros: * Alejandro Ramallo * Fabricio Vito |  |  |
| serie: 2 - 0 |                                                                  |                      |                                                                          |                                                                            |  |  |
|              |                                                                  |                      |                                                                          |                                                                            |  |  |

| 7 de abril   | Obras Sanitarias                                                       | 74–92                | Boca Juniors                                                     | Ciudad de Buenos Aires                                                          |  |  |
|              | Parciales: 17 - 19, 29 - 25, 9 - 30, 19 - 18                           |                      |                                                                  |                                                                                 |  |  |
|              | Estadísticas Gabriel Diego Fernández 18 Mark Bortz 9 Cristian Cortés 6 | Reporte Pts Reb Asts | Estadísticas 27 Cedric Moodie 5 Fernando Martina 5 Cedric Moodie | Pabellón: Estadio Obras Sanitarias Árbitros: * Daniel Rodrigo * Sergio Tarifeño |  |  |
| serie: 0 - 3 |                                                                        |                      |                                                                  |                                                                                 |  |  |
|              |                                                                        |                      |                                                                  |                                                                                 |  |  |

Quimsa - Bahía Blanca Estudiantes
| 2 de abril   | Quimsa                                                                   | 75–69                | Bahía Blanca Estudiantes                                     | Santiago del Estero                                               |  |  |
|              | Parciales: 23 - 16, 17 - 14, 18 - 16, 17 - 23                            |                      |                                                              |                                                                   |  |  |
|              | Estadísticas Román González 24 Román González 8 Dionisio Gómez Camargo 4 | Reporte Pts Reb Asts | Estadísticas 14 Reque Newsome 9 Reque Newsome 4 Pedro Franco | Pabellón: Estadio Ciudad Árbitros: * Roberto Smith * Jorge Chávez |  |  |
| serie: 1 - 0 |                                                                          |                      |                                                              |                                                                   |  |  |
|              |                                                                          |                      |                                                              |                                                                   |  |  |

| 4 de abril   | Quimsa                                                                    | 75–63                | Bahía Blanca Estudiantes                                              | Santiago del Estero                                                     |  |  |
|              | Parciales: 24 - 20, 22 - 14, 8 - 17, 21 - 12                              |                      |                                                                       |                                                                         |  |  |
|              | Estadísticas Román González 27 Román González 10 Treise y Gómez Camargo 4 | Reporte Pts Reb Asts | Estadísticas 13 Amicucci y Franco 11 Cristian Amicucci 6 Pedro Franco | Pabellón: Estadio Ciudad Árbitros: * Alejandro Chiti * Rodrigo Castillo |  |  |
| serie: 2 - 0 |                                                                           |                      |                                                                       |                                                                         |  |  |
|              |                                                                           |                      |                                                                       |                                                                         |  |  |

| 7 de abril   | Bahía Blanca Estudiantes                                                 | 84–70                | Quimsa                                                          | Bahía Blanca                                                                      |  |  |
|              | Parciales: 23 - 12, 17 - 19, 28 - 21, 16 - 18                            |                      |                                                                 |                                                                                   |  |  |
|              | Estadísticas Newsome y Robinson 17 Cristian Amicucci 16 Lucas Faggiano 6 | Reporte Pts Reb Asts | Estadísticas 22 Román González 10 Román González 4 José Muruaga | Pabellón: Estadio Osvaldo Casanova Árbitros: * Fernando Sampietro * Silvio Guzmán |  |  |
| serie: 1 - 2 |                                                                          |                      |                                                                 |                                                                                   |  |  |
|              |                                                                          |                      |                                                                 |                                                                                   |  |  |

| 9 de abril   | Bahía Blanca Estudiantes                                             | 73–78                | Quimsa                                                           | Bahía Blanca                                                                 |  |  |
|              | Parciales: 17 - 17, 22 - 18, 17 - 24, 17 - 19                        |                      |                                                                  |                                                                              |  |  |
|              | Estadísticas Cristian Amicucci 17 Cristian Amicucci 7 Pedro Franco 7 | Reporte Pts Reb Asts | Estadísticas 19 Brown y González 8 Román González 6 José Muruaga | Pabellón: Estadio Osvaldo Casanova Árbitros: * Oscar Martinetto * Raúl Imosi |  |  |
| serie: 1 - 3 |                                                                      |                      |                                                                  |                                                                              |  |  |
|              |                                                                      |                      |                                                                  |                                                                              |  |  |

La Unión de Formosa - Lanús
| 2 de abril   | La Unión de Formosa                                              | 82–75                | Lanús                                                                     | Formosa                                                                  |  |  |
|              | Parciales: 23 - 14, 25 - 20, 20 - 19, 14 - 22                    |                      |                                                                           |                                                                          |  |  |
|              | Estadísticas David Jackson 23 Osborne y Glover 5 Salles y Zago 2 | Reporte Pts Reb Asts | Estadísticas 21 Nicolás Laprovittola 4 Jamaal Levy 2 Nicolás Laprovittola | Pabellón: Estadio Cincuentenario Árbitros: * Aejandro Chiti * Raúl Imosi |  |  |
| serie: 1 - 0 |                                                                  |                      |                                                                           |                                                                          |  |  |
|              |                                                                  |                      |                                                                           |                                                                          |  |  |

| 4 de abril   | La Unión de Formosa                                             | 76–74                | Lanús                                                               | Formosa                                                                     |  |  |
|              | Parciales: 20 - 11, 18 - 22, 12 - 14, 26 - 27                   |                      |                                                                     |                                                                             |  |  |
|              | Estadísticas Anthony Glover 16 Anthony Glover 7 Pau y Jackson 3 | Reporte Pts Reb Asts | Estadísticas 19 Sebastián Acosta 4 Sebastián Acosta 2 Terrel Taylor | Pabellón: Estadio Cincuentenario Árbitros: * Daniel Rodrigo * Silvio Guzmán |  |  |
| serie: 2 - 0 |                                                                 |                      |                                                                     |                                                                             |  |  |
|              |                                                                 |                      |                                                                     |                                                                             |  |  |

| 7 de abril   | Lanús                                                     | 68–66                | La Unión de Formosa                                                                 | Lanús                                                                           |  |  |
|              | Parciales: 20 - 19, 16 - 18, 18 - 14, 14 - 15             |                      |                                                                                     |                                                                                 |  |  |
|              | Estadísticas Terrel Taylor 20 Jamaal Levy 5 Jamaal Levy 3 | Reporte Pts Reb Asts | Estadísticas 23 Anthony Glover 7 Jason Osborne 1 Osborne, Barrios, Jackson y Glover | Pabellón: Microestadio Antonio Rotili Árbitros: * Diego Rougier * Fabricio Vito |  |  |
| serie: 1 - 2 |                                                           |                      |                                                                                     |                                                                                 |  |  |
|              |                                                           |                      |                                                                                     |                                                                                 |  |  |

| 9 de abril   | Lanús                                                                 | 97–96                | La Unión de Formosa                                        | Lanús                                                                           |  |  |
|              | Parciales: 14 - 18, 24 - 23, 21 - 16, 8 - 10 (T.E.: 14 - 14, 16 - 15) |                      |                                                            |                                                                                 |  |  |
|              | Estadísticas Terrel Taylor 37 Levy y Taylor 8 Lucas Victoriano 7      | Reporte Pts Reb Asts | Estadísticas 25 David Jackson 7 Anthony Glover 4 Ariel Pau | Pabellón: Microestadio Antonio Rotili Árbitros: * Osvaldo Bautista * Raúl Imosi |  |  |
| serie: 2 - 2 |                                                                       |                      |                                                            |                                                                                 |  |  |
|              |                                                                       |                      |                                                            |                                                                                 |  |  |

| 12 de abril  | La Unión de Formosa                                            | 66–77                | Lanús                                                         | Formosa                                                                        |  |  |
|              | Parciales: 16 - 21, 12 - 25, 24 - 14, 14 - 17                  |                      |                                                               |                                                                                |  |  |
|              | Estadísticas David Jackson 13 Mariano Franco 5 David Jackson 5 | Reporte Pts Reb Asts | Estadísticas 19 Levy y Taylor 11 Jamaal Levy 5 Fernando Calvi | Pabellón: Estadio Cincuentenario Árbitros: * Fernando Sampietro * Oscar Brítez |  |  |
| serie: 2 - 3 |                                                                |                      |                                                               |                                                                                |  |  |
|              |                                                                |                      |                                                               |                                                                                |  |  |

Unión (Sunchales) - Regatas Corrientes
| 2 de abril   | Unión (S)                                                               | 90–67                | Regatas Corrientes                                                                        | Rafaela                                                                        |  |  |
|              | Parciales: 22 - 16, 18 - 11, 22 - 18, 28 - 22                           |                      |                                                                                           |                                                                                |  |  |
|              | Estadísticas William McFarlan 22 McFarlan y Selleaze 7 Gustavo Martín 3 | Reporte Pts Reb Asts | Estadísticas 12 Rivero, Kammerichs y Picarelli 9 Federico Kammerichs 2 Rivero y Picarelli | Pabellón: El Coliseo del Sur Árbitros: * Roberto Setembrini * Leonardo Mendoza |  |  |
| serie: 1 - 0 |                                                                         |                      |                                                                                           |                                                                                |  |  |
|              |                                                                         |                      |                                                                                           |                                                                                |  |  |

| 4 de abril   | Unión (S)                                                                          | 61–62                | Regatas Corrientes                                                          | Rafaela                                                                      |  |  |
|              | Parciales: 11 - 20, 23 - 14, 11 - 8, 16 - 20                                       |                      |                                                                             |                                                                              |  |  |
|              | Estadísticas William McFarlan 21 Enzo Ruiz 6 Martín, Selleaze, McFarlan y Williams | Reporte Pts Reb Asts | Estadísticas 17 Lucas Picarelli 6 Federico Kammerichs 3 Federico Kammerichs | Pabellón: El Coliseo del Sur Árbitros: * Alejandro Ramallo * Sergio Tarifeño |  |  |
| serie: 1 - 1 |                                                                                    |                      |                                                                             |                                                                              |  |  |
|              |                                                                                    |                      |                                                                             |                                                                              |  |  |

| 7 de abril   | Regatas Corrientes                                                                            | 85–71                | Unión (S)                                                                   | Corrientes                                                                         |  |  |
|              | Parciales: 20 - 12, 21 - 17, 24 - 20, 20 - 22                                                 |                      |                                                                             |                                                                                    |  |  |
|              | Estadísticas Lucas Picarelli 22 Federico Kammerichs 7 Kammerichs, Maciel, Picarelli y López 3 | Reporte Pts Reb Asts | Estadísticas 15 Sellezae y McFarlan 9 James Leon Williams 3 Ronald Selleaze | Pabellón: Estadio José Jorge Contte Árbitros: * Alejandro Chiti * Oscar Martinetto |  |  |
| serie: 2 - 1 |                                                                                               |                      |                                                                             |                                                                                    |  |  |
|              |                                                                                               |                      |                                                                             |                                                                                    |  |  |

| 9 de abril   | Regatas Corrientes                                                          | 81–73                | Unión (S)                                                          | Corrientes                                                                  |  |  |
|              | Parciales: 21 - 18, 30 - 21, 11 - 17, 19 - 17                               |                      |                                                                    |                                                                             |  |  |
|              | Estadísticas Maximiliano Maciel 22 Federico Kammerichs 13 Lucas PIcarelli 6 | Reporte Pts Reb Asts | Estadísticas 25 Ronald Selleaze 8 Ronald Selleaze 3 Gustavo Martín | Pabellón: Estadio José Jorge Contte Árbitros: * Oscar Brítez * Jorge Chávez |  |  |
| serie: 3 - 1 |                                                                             |                      |                                                                    |                                                                             |  |  |
|              |                                                                             |                      |                                                                    |                                                                             |  |  |

### Cuartos de final
Peñarol - Lanús
| 18 de abril  | Peñarol                                                    | 69–60                | Lanús                                                                  | Mar del Plata                                                                     |  |  |
|              | Parciales: 19 - 16, 18 - 8, 18 - 16, 14 - 20               |                      |                                                                        |                                                                                   |  |  |
|              | Estadísticas Kyle Lamonte 19 Martín Leiva 14 Marcos Mata 2 | Reporte Pts Reb Asts | Estadísticas 14 Terrell Taylor 7 Terrell Taylor 2 Nicolás Laprovittola | Pabellón: Polideportivo Islas Malvinas Árbitros: * Alejandro Ramallo * Mario Aluz |  |  |
| serie: 1 - 0 |                                                            |                      |                                                                        |                                                                                   |  |  |
|              |                                                            |                      |                                                                        |                                                                                   |  |  |

| 20 de abril  | Peñarol                                                                  | 82–61                | Lanús                                                           | Mar del Plata                                                                       |  |  |
|              | Parciales: 22 - 18, 25 - 22, 14 - 12, 21 - 9                             |                      |                                                                 |                                                                                     |  |  |
|              | Estadísticas Sebastián Rodríguez 19 Martín Leiva 11 Leonardo Gutiérrez 3 | Reporte Pts Reb Asts | Estadísticas 14 Fernando Calvi 4 Diego Prego 4 Lucas Victoriano | Pabellón: Polideportivo Islas Malvinas Árbitros: * Juan Fernández * Sergio Tarifeño |  |  |
| serie: 2 - 0 |                                                                          |                      |                                                                 |                                                                                     |  |  |
|              |                                                                          |                      |                                                                 |                                                                                     |  |  |

| 23 de abril  | Lanús                                                                  | 79–81                | Peñarol                                                                     | Lanús                                                                            |  |  |
|              | Parciales: 13 - 20, 20 - 21, 22 - 11, 16 - 19 (T.E.: 8 - 10)           |                      |                                                                             |                                                                                  |  |  |
|              | Estadísticas Terrell Taylor 24 Terrell Taylor 9 Nicolás Laprovittola 5 | Reporte Pts Reb Asts | Estadísticas 27 Leonardo Gutiérrez 5 Gutiérrez y Leiva 2 Leonardo Gutiérrez | Pabellón: Microestadio Antonio Rotili Árbitros: * Alejandro Chiti * Jorge Chávez |  |  |
| serie: 0 - 3 |                                                                        |                      |                                                                             |                                                                                  |  |  |
|              |                                                                        |                      |                                                                             |                                                                                  |  |  |

Atenas - Regatas Corrientes
| 16 de abril  | Atenas                                                             | 67–57                | Regatas Corrientes                                                          | Córdoba                                                                        |  |  |
|              | Parciales: 14 - 16, 24 - 14, 7 - 8, 22 - 19                        |                      |                                                                             |                                                                                |  |  |
|              | Estadísticas Albert White 19 Albert White 12 Juan Pablo Figueroa 3 | Reporte Pts Reb Asts | Estadísticas 10 Rivero y Carabajal 11 Federico Kammerichs 3 Lucas Picarelli | Pabellón: Polideportivo Carlos Cerutti Árbitros: * Daniel Rodrigo * Mario Aluz |  |  |
| serie: 1 - 0 |                                                                    |                      |                                                                             |                                                                                |  |  |
|              |                                                                    |                      |                                                                             |                                                                                |  |  |

| 18 de abril  | Atenas                                                                   | 83–79                | Regatas Corrientes                                                              | Córdoba                                                                             |  |  |
|              | Parciales: 17 - 16, 21 - 27, 18 - 16, 15 - 12 (T.E.: 12 - 8)             |                      |                                                                                 |                                                                                     |  |  |
|              | Estadísticas Juan Manuel Locatelli 23 Djibril Kanté 13 Diego Lo Grippo 1 | Reporte Pts Reb Asts | Estadísticas 22 Juan Manuel Rivero 13 Federico Kammerichs 2 Kammerichs y Rivero | Pabellón: Polideportivo Carlos Cerutti Árbitros: * Roberto Smith * Osvaldo Bautista |  |  |
| serie: 2 - 0 |                                                                          |                      |                                                                                 |                                                                                     |  |  |
|              |                                                                          |                      |                                                                                 |                                                                                     |  |  |

| 21 de abril  | Regatas Corrientes                                                           | 76–65                | Atenas                                                               | Corrientes                                                                         |  |  |
|              | Parciales: 20 - 16, 14 - 22, 25 - 10, 17 - 17                                |                      |                                                                      |                                                                                    |  |  |
|              | Estadísticas Juan Manuel Rivero 20 Federico Kammerichs 15 Timothy Jennings 2 | Reporte Pts Reb Asts | Estadísticas 25 Diego Lo Grippo 6 Albert White 3 Juan Pablo Figueroa | Pabellón: Estadio José Jorge Contte Árbitros: * Fernando Sampietro * Fabricio Vito |  |  |
| serie: 1 - 2 |                                                                              |                      |                                                                      |                                                                                    |  |  |
|              |                                                                              |                      |                                                                      |                                                                                    |  |  |

| 23 de abril  | Regatas Corrientes                                                              | 67–65                | Atenas                                                                | Corrientes                                                                         |  |  |
|              | Parciales: 21 - 21, 12 - 16, 19 - 13, 15 - 15                                   |                      |                                                                       |                                                                                    |  |  |
|              | Estadísticas Maximiliano Maciel 19 Federico Kammerichs 11 Federico Kammerichs 3 | Reporte Pts Reb Asts | Estadísticas 13 Albert White 11 Djibril Kanté 2 Juan Manuel Locatelli | Pabellón: Estadio José Jorge Contte Árbitros: * Diego Rougier * Roberto Setembrini |  |  |
| serie: 2 - 2 |                                                                                 |                      |                                                                       |                                                                                    |  |  |
|              |                                                                                 |                      |                                                                       |                                                                                    |  |  |

| 25 de abril  | Atenas                                                                | 81–53                | Regatas Corrientes                                                          | Córdoba                                                                             |  |  |
|              | Parciales: 21 - 8, 18 - 16, 14 - 14, 28 - 15                          |                      |                                                                             |                                                                                     |  |  |
|              | Estadísticas Diego Lo Grippo 31 Albert White 14 Juan Pablo Figueroa 7 | Reporte Pts Reb Asts | Estadísticas 18 Ramzee Stanton 16 Federico Kammerichs 2 Federico Kammerichs | Pabellón: Polideportivo Carlos Cerutti Árbitros: * Alejandro Chiti * Juan Fernández |  |  |
| serie: 3 - 2 |                                                                       |                      |                                                                             |                                                                                     |  |  |
|              |                                                                       |                      |                                                                             |                                                                                     |  |  |

Sionista - Quimsa
| 16 de abril  | Sionista                                                               | 87–79                | Quimsa                                                          | Paraná                                                                          |  |  |
|              | Parciales: 21 - 18, 23 - 20, 29 - 17, 14 - 24                          |                      |                                                                 |                                                                                 |  |  |
|              | Estadísticas Clarence Robinson 19 Clarence Robinson 8 Luis Cequeira 12 | Reporte Pts Reb Asts | Estadísticas 24 Cleotis Brown 5 Román González 7 Román González | Pabellón: Estadio Moisés Flesler Árbitros: * Roberto Setembrini * Fabricio Vito |  |  |
| serie: 1 - 0 |                                                                        |                      |                                                                 |                                                                                 |  |  |
|              |                                                                        |                      |                                                                 |                                                                                 |  |  |

| 18 de abril  | Sionista                                                           | 74–66                | Quimsa                                                           | Paraná                                                                        |  |  |
|              | Parciales: 25 - 13, 17 - 21, 17 - 19, 15 - 13                      |                      |                                                                  |                                                                               |  |  |
|              | Estadísticas Alejandro Zilli 24 Alejandro Zilli 16 Luis Cequeira 8 | Reporte Pts Reb Asts | Estadísticas 11 Jonatan Treise 6 Jonatan Treise 2 Jonatan Treise | Pabellón: Estadio Moisés Flesler Árbitros: * Diego Rougier * Leonardo Mendoza |  |  |
| serie: 2 - 0 |                                                                    |                      |                                                                  |                                                                               |  |  |
|              |                                                                    |                      |                                                                  |                                                                               |  |  |

| 21 de abril  | Quimsa                                                                      | 81–78                | Sionista                                                                               | Santiago del Estero                                                |  |  |
|              | Parciales: 14 - 17, 19 - 18, 25 - 25, 23 - 18                               |                      |                                                                                        |                                                                    |  |  |
|              | Estadísticas Treise y González 19 Dionisio Gómez Camargo 7 Jonatan Treise 7 | Reporte Pts Reb Asts | Estadísticas 20 Martínez y Robinson 7 Alejandro Zilli 3 Martínez, Cequeira y Rodríguez | Pabellón: Estadio Ciudad Árbitros: * Daniel Rodrigo * Oscar Brítez |  |  |
| serie: 1 - 2 |                                                                             |                      |                                                                                        |                                                                    |  |  |
|              |                                                                             |                      |                                                                                        |                                                                    |  |  |

| 23 de abril  | Quimsa                                                                  | 75–83                | Sionista                                                               | Santiago del Estero                                                  |  |  |
|              | Parciales: 15 - 22, 22 - 16, 18 - 21, 20 - 24                           |                      |                                                                        |                                                                      |  |  |
|              | Estadísticas Brown y Marín 15 Gil, Treise y González 5 Jonatan Treise 6 | Reporte Pts Reb Asts | Estadísticas 22 Clarence Robinson 12 Alejandro Zilli 9 Javier Martínez | Pabellón: Estadio Ciudad Árbitros: * Roberto Smith * Sergio Tarifeño |  |  |
| serie: 1 - 3 |                                                                         |                      |                                                                        |                                                                      |  |  |
|              |                                                                         |                      |                                                                        |                                                                      |  |  |

Libertad - Boca Juniors
| 16 de abril  | Libertad                                                          | 90–81                | Boca Juniors                                                                 | Sunchales                                                                   |  |  |
|              | Parciales: 21 - 22, 30 - 20, 15 - 26, 24 - 13                     |                      |                                                                              |                                                                             |  |  |
|              | Estadísticas Gregory Lewis 18 Laron Profit 7 Sebastián Ginóbili 6 | Reporte Pts Reb Asts | Estadísticas 19 Fernando Martina 9 Gabriel Mikulas 4 Gustavo Nicolás Aguirre | Pabellón: El Hogar de los Tigres Árbitros: * Alejandro Chiti * Jorge Chávez |  |  |
| serie: 1 - 0 |                                                                   |                      |                                                                              |                                                                             |  |  |
|              |                                                                   |                      |                                                                              |                                                                             |  |  |

| 18 de abril  | Libertad                                                         | 69–75                | Boca Juniors                                                               | Sunchales                                                                      |  |  |
|              | Parciales: 22 - 21, 9 - 19, 18 - 19, 20 - 16                     |                      |                                                                            |                                                                                |  |  |
|              | Estadísticas Laron Profit 23 Rubén Wolkowyski 10 Gregory Lewis 3 | Reporte Pts Reb Asts | Estadísticas 20 Cedric Moodie 8 Fierro y Martina 2 Gustavo Nicolás Aguirre | Pabellón: El Hogar de los Tigres Árbitros: * Fernando Sampietro * Oscar Brítez |  |  |
| serie: 1 - 1 |                                                                  |                      |                                                                            |                                                                                |  |  |
|              |                                                                  |                      |                                                                            |                                                                                |  |  |

| 21 de abril  | Boca Juniors                                                             | 77–69                | Libertad                                                             | Ciudad de Buenos Aires                                                             |  |  |
|              | Parciales: 22 - 19, 18 - 22, 22 - 14, 15 - 14                            |                      |                                                                      |                                                                                    |  |  |
|              | Estadísticas Cedric Moodie 23 Mariano Fierro 9 Gustavo Nicolás Aguirre 4 | Reporte Pts Reb Asts | Estadísticas 13 Laron Profit 12 Gregory Lewis 2 Saglietti y Ginóbili | Pabellón: Microestadio Luis Conde Árbitros: * Alejandro Ramallo * Leonardo Mendoza |  |  |
| serie: 2 - 1 |                                                                          |                      |                                                                      |                                                                                    |  |  |
|              |                                                                          |                      |                                                                      |                                                                                    |  |  |

| 23 de abril  | Boca Juniors                                                                 | 81–78                | Libertad                                                               | Ciudad de Buenos Aires                                                          |  |  |
|              | Parciales: 21 - 14, 28 - 24, 13 - 14, 19 - 26                                |                      |                                                                        |                                                                                 |  |  |
|              | Estadísticas Gustavo Nicolás Aguirre 21 Gabriel Mikulas 11 Moodie y Fierro 4 | Reporte Pts Reb Asts | Estadísticas 13 Lewis y Ginóbili 7 Rubén Wolkowyski 3 Marcos Saglietti | Pabellón: Microestadio Luis Conde Árbitros: * Juan Fernández * Osvaldo Bautista |  |  |
| serie: 3 - 1 |                                                                              |                      |                                                                        |                                                                                 |  |  |
|              |                                                                              |                      |                                                                        |                                                                                 |  |  |

### Semifinales
Peñarol - Boca Juniors
| 28 de abril  | Peñarol                                                                  | 100–83               | Boca Juniors                                                    | Mar del Plata                                                               |  |  |
|              | Parciales: 21 - 21, 31 - 16, 32 - 31, 16 - 15                            |                      |                                                                 |                                                                             |  |  |
|              | Estadísticas Leonardo Gutiérrez 31 Martín Leiva 10 Sebastián Rodríguez 5 | Reporte Pts Reb Asts | Estadísticas 30 Cedric Moodie 9 Gabriel Mikulas 4 Cedric Moodie | Pabellón: Estadio Islas Malvinas Árbitros: * Daniel Rodrigo * Fabricio Vito |  |  |
| serie: 1 - 0 |                                                                          |                      |                                                                 |                                                                             |  |  |
|              |                                                                          |                      |                                                                 |                                                                             |  |  |

| 30 de abril  | Peñarol                                                                       | 71–62                | Boca Juniors                                                                 | Mar del Plata                                                                                      |  |  |
|              | Parciales: 22 - 19, 13 - 15, 20 - 14, 16 - 14                                 |                      |                                                                              | |  |  |
|              | Estadísticas Sebastián Rodríguez 19 Gutiérrez y Leiva 7 Sebastián Rodríguez 3 | Reporte Pts Reb Asts | Estadísticas 14 Brian Woodward 7 Mikulas y Martina 4 Gustavo Nicolás Aguirre | Pabellón: Estadio Islas Malvinas Árbitros: * Diego Rougier * Roberto Setembrini * Leonardo Mendoza |  |  |
| serie: 2 - 0 |                                                                               |                      |                                                                              | |  |  |
|              |                                                                               |                      |                                                                              | |  |  |

| 4 de mayo    | Boca Juniors                                                     | 75–95                | Peñarol                                                        | Ciudad de Buenos Aires                                                                          |  |  |
|              | Parciales: 21 - 23, 17 - 17, 18 - 34, 19 - 21                    |                      |                                                                |                                                                                                 |  |  |
|              | Estadísticas Cedric Moodie 33 Gabriel Mikulas 10 Cedric Moodie 4 | Reporte Pts Reb Asts | Estadísticas 40 Kyle Lamonte 6 Mata y Gutiérrez 4 Kyle Lamonte | Pabellón: Estadio Luis Conde Árbitros: * Alejandro Chiti * Fernando Sampietro * Sergio Tarifeño |  |  |
| serie: 0 - 3 |                                                                  |                      |                                                                |                                                                                                 |  |  |
|              |                                                                  |                      |                                                                |                                                                                                 |  |  |

Atenas - Sionista
| 30 de abril  | Atenas                                                                    | 74–66                | Sionista                                                        | Córdoba                                                                                              |  |  |
|              | Parciales: 19 - 28, 24 - 16, 17 - 15, 14 - 7                              |                      |                                                                 | |  |  |
|              | Estadísticas Lo Grippo y Cantero 15 Lo Grippo y Kanté 8 Diego Lo Grippo 3 | Reporte Pts Reb Asts | Estadísticas 17 Luis Cequeira 9 Alejandro Zilli 3 Luis Cequeira | Pabellón: Polideportivo Carlos Cerutti Árbitros: * Alejandro Ramallo * Osvaldo Bautista * Mario Aluz |  |  |
| serie: 1 - 0 |                                                                           |                      |                                                                 | |  |  |
|              |                                                                           |                      |                                                                 | |  |  |

| 2 de mayo    | Atenas                                                                   | 84–93                | Sionista                                                               | Córdoba                                                                                              |  |  |
|              | Parciales: 21 - 21, 16 - 26, 19 - 30, 28 - 16                            |                      |                                                                        | |  |  |
|              | Estadísticas Diego Lo Grippo 21 Diego Lo Grippo 12 Juan Pablo Figueroa 5 | Reporte Pts Reb Asts | Estadísticas 19 Alejandro Zilli 15 Clarence Robinson 3 Javier Martínez | Pabellón: Polideportivo Carlos Cerutti Árbitros: * Pablo Estévez * Fernando Sampietro * Oscar Brítez |  |  |
| serie: 1 - 1 |                                                                          |                      |                                                                        | |  |  |
|              |                                                                          |                      |                                                                        | |  |  |

| 5 de mayo    | Sionista                                                                               | 82–81                | Atenas                                                           | Paraná                                         |  |  |
|              | Parciales: 20 - 21, 15 - 28, 21 - 16, 26 - 16                                          |                      |                                                                  |                                                |  |  |
|              | Estadísticas Clarence Robinson 20 Clarence Robinson 11 Martínez, Fioretti y Cequeira 4 | Reporte Pts Reb Asts | Estadísticas 33 Diego Lo Grippo 8 Diego Osella 4 Diego Lo Grippo | Pabellón: Estadio Moisés Flesler Árbitros: * * |  |  |
| serie: 2 - 1 |                                                                                        |                      |                                                                  |                                                |  |  |
|              |                                                                                        |                      |                                                                  |                                                |  |  |

| 7 de mayo    | Sionista                                                            | 72–95                | Atenas                                                                  | Paraná                                                                                     |  |  |
|              | Parciales: 13 - 23, 14 - 25, 23 - 21, 22 - 26                       |                      |                                                                         |                                                                                            |  |  |
|              | Estadísticas Alejandro Zilli 19 Alejandro Zilli 7 Ramiro Iglesias 3 | Reporte Pts Reb Asts | Estadísticas 21 Diego Lo Grippo 7 Diego Lo Grippo 5 Juan Pablo Figueroa | Pabellón: Estadio Moisés Flesler Árbitros: * Diego Rougier * Roberto Smith * Fabricio Vito |  |  |
| serie: 2 - 2 |                                                                     |                      |                                                                         |                                                                                            |  |  |
|              |                                                                     |                      |                                                                         |                                                                                            |  |  |

| 9 de mayo    | Atenas                                                                         | 74–72                | Sionista                                                              | Córdoba |  |  |
|              | Parciales: 16 - 24, 19 - 16, 20 - 17, 19 - 15                                  |                      |                                                                       | |  |  |
|              | Estadísticas Juan Manuel Locatelli 19 Juan Pablo Figueroa 7 Federico Ferrini 3 | Reporte Pts Reb Asts | Estadísticas 25 Javier Martínez 8 Clarence Robinson 4 Javier Martínez | Pabellón: Polideportivo Carlos Cerutti Árbitros: * Alejandro Chiti * Fernando Sampietro * Alejandro Ramallo |  |  |
| serie: 3 - 2 |                                                                                |                      |                                                                       | |  |  |
|              |                                                                                |                      |                                                                       | |  |  |

### Final
Peñarol - Atenas
| 12 de mayo   | Peñarol                                                                   | 82–69                | Atenas                                                                                   | Mar del Plata |  |  |
|              | Parciales: 17 - 18, 20 - 16, 25 - 15, 20 - 20                             |                      |                                                                                          | |  |  |
|              | Estadísticas Rodríguez y Lamonte 16 Marcos Mata 10 Rodríguez y Campazzo 2 | Reporte Pts Reb Asts | Estadísticas 18 Juan Manuel Locatelli 4 Lo Grippo, Romero y Ferrini 3 Locatelli y Romero | Pabellón: Polideportivo Islas Malvinas Árbitros: * Pablo Estévez * Daniel Rodrigo * Juan Fernández Televisión: TyC Sports |  |  |
| serie: 1 - 0 |                                                                           |                      |                                                                                          | |  |  |
|              |                                                                           |                      |                                                                                          | |  |  |

| 14 de mayo   | Peñarol                                                          | 64–60                | Atenas                                                                                   | Mar del Plata |  |  |
|              | Parciales: 15 - 19, 18 - 15, 14 - 11, 17 - 15                    |                      |                                                                                          | |  |  |
|              | Estadísticas Martín Leiva 17 Marcos Mata 12 Leonardo Gutiérrez 3 | Reporte Pts Reb Asts | Estadísticas 20 Juan Pablo Cantero 7 Juan Pablo Cantero 2 Lo Grippo, Locatelli y Cantero | Pabellón: Polideportivo Islas Malvinas Árbitros: * Alejandro Chiti * Roberto Smith * Diego Rougier Televisión: TyC Sports |  |  |
| serie: 2 - 0 |                                                                  |                      |                                                                                          | |  |  |
|              |                                                                  |                      |                                                                                          | |  |  |

| 18 de mayo   | Atenas                                                            | 75–63                | Peñarol                                                                  | Córdoba |  |  |
|              | Parciales: 19 - 21, 19 - 11, 14 - 8, 23 - 23                      |                      |                                                                          | |  |  |
|              | Estadísticas Diego Lo Grippo 16 Djibril Kanté 12 Pablo Orlietti 5 | Reporte Pts Reb Asts | Estadísticas 17 Martín Leiva 12 Martín Leiva 2 Pablo Sebastián Rodríguez | Pabellón: Orfeo Superdomo Árbitros: * Fernando Sampietro * Alejandro Ramallo *Fabricio Vito Televisión: TyC Sports |  |  |
| serie: 1 - 2 |                                                                   |                      |                                                                          | |  |  |
|              |                                                                   |                      |                                                                          | |  |  |

| 20 de mayo   | Atenas                                                                | 74–85                | Peñarol                                                          | Córdoba |  |  |
|              | Parciales: 25 - 21, 25 - 22, 16 - 18, 8 - 24                          |                      |                                                                  | |  |  |
|              | Estadísticas Albert White 17 Lo Grippo y White 5 Juan Pablo Cantero 5 | Reporte Pts Reb Asts | Estadísticas 25 Leonardo Gutiérrez 8 Martín Leiva 6 Kyle Lamonte | Pabellón: Orfeo Superdomo Árbitros: * Pablo Estévez * Alejandro Chiti * Juan Fernández Televisión: TyC Sports |  |  |
| serie: 1 - 3 |                                                                       |                      |                                                                  | |  |  |
|              |                                                                       |                      |                                                                  | |  |  |

| 25 de mayo   | Peñarol                                                                   | 80–60                | Atenas                                                                      | Mar del Plata |  |  |
|              | Parciales: 24 - 24, 20 - 13, 15 - 10, 21 - 13                             |                      |                                                                             | |  |  |
|              | Estadísticas Leonardo Gutiérrez 23 Marcos Mata 10 Rodríguez y Gutiérrez 2 | Reporte Pts Reb Asts | Estadísticas 38 Diego Lo Grippo 9 Juan Pablo Figueroa 5 Juan Pablo Figueroa | Pabellón: Polideportivo Islas Malvinas Árbitros: * Daniel Rodrigo * Fernando Sampietro * Diego Rougier Televisión: TyC Sports |  |  |
| serie: 4 - 1 |                                                                           |                      |                                                                             | |  |  |
|              |                                                                           |                      |                                                                             | |  |  |

## Plantel Campeón
| N.º | Posición  | Nombre | Nombre              |
| --- | --------- | ------ | ------------------- |
| 8   | Base      |        | Sebastián Rodríguez |
| 17  | Base      |        | Facundo Campazzo    |
| 4   | Base      |        | Raymundo Legaria    |
| 13  | Escolta   |        | Kyle Lamonte        |
| 91  | Escolta   |        | Alejo Sánchez       |
| 7   | Alero     |        | Sebastián Vega      |
| 6   | Alero     |        | Marcos Mata         |
| 10  | Ala Pívot |        | Leonardo Gutiérrez  |
| 4   | Ala Pívot |        | Alejandro Diez      |
| 11  | Pívot     |        | Martín Leiva        |
| 31  | Pívot     |        | Alejandro Reinick   |
| 5   | Pívot     |        | Leandro Cañete      |

Director Técnico:  Sergio Santos Hernández

## Reconocimientos individuales
| Quinteto ideal de la temporada | Quinteto ideal de la temporada | Quinteto ideal de la temporada |
| Posición                       | Jugador                        | Equipo                         |
| ------------------------------ | ------------------------------ | ------------------------------ |
| Base                           | Pablo Sebastián Rodríguez      | Peñarol                        |
| Escolta                        | David Jackson                  | La Unión de Formosa            |
| Alero                          | Juan Manuel Locatelli          | Atenas                         |
| Ala-pívot                      | Leonardo Gutiérrez             | Peñarol                        |
| Pívot                          | Román González                 | Quimsa                         |

| MVP de la temporada y de la final | MVP de la temporada y de la final | MVP de la temporada y de la final |
| Posición                          | Jugador                           | Equipo                            |
| --------------------------------- | --------------------------------- | --------------------------------- |
| Ala-pívot                         | Leonardo Gutiérrez                | Peñarol                           |

| Líderes estadísticos | Líderes estadísticos | Líderes estadísticos | Líderes estadísticos |
| Rubro                | Jugador              | Equipo               | Promedio             |
| -------------------- | -------------------- | -------------------- | -------------------- |
| Puntos               | David Jackson        | La Unión de Formosa  | 18.9                 |
| Rebotes              | Federico Kammerichs  | Regatas Corrientes   | 11.8                 |
| Asistencias          | Fernando Titarelli   | Quilmes              | 6.4                  |
| Robos                | Frank Williams       | Ciclista Olímpico    | 1.8                  |
| Tapas                | Derrick Alston       | Ciclista Olímpico    | 1.9                  |